# Волгодонск
Волгодо́нск — город (с 1956 года) в Ростовской области России. Образует одноимённый городской округ.

## Этимология
Образован в 1950 году как посёлок Волгодонск из посёлков строителей и эксплуатационников Волго-Донского судоходного канала. Ойконим по названию канала: в него вошли названия Волга и Дон, хотя расположен он на Дону, при устье Цимлянского водохранилища; с 1956 года — город.

## География

Въезд в город со стороны так называемого «пятого километра»

Волгодонск — самый восточный город Ростовской области, расположен в её восточной части, между двумя городами-миллионниками — Ростовом-на-Дону и Волгоградом и в относительной близости от главных городов крупных южных административно-территориальных единиц России — Ставрополя, Краснодара и Элисты. Город раскинулся в Сальских степях, на левом берегу донского Цимлянского водохранилища при впадении реки Солоная. Водными путями связан с пятью морями — Белым и Балтийским на севере, Каспийским на востоке, Азовским и Чёрным на юге. В Волгодонске начинается ирригационный Донской магистральный канал.
| С-З | Москва ~1126 км Воронеж ~ 626 км                                     | Морозовск ~ 106 км                                | Волгоград ~ 308 км                 | С-В |
| З   | Ростов-на-Дону ~ 235 км Новочеркасск ~ 202 км Семикаракорск ~ 117 км | Роза ветров                                       | Элиста ~ 233 км Астрахань ~ 537 км | В   |
| Ю-З | Краснодар ~ 468 км Новороссийск ~ 610 км                             | Сальск ~ 162 км Ставрополь ~ 386 км Сочи ~ 726 км | Махачкала ~ 781 км                 | Ю-В |

## Климат
Город находится в зоне с континентальным климатом с умеренно холодной, малоснежной зимой и очень тёплым и солнечным летом. Средняя температура в июле +23,5 °C. Среднегодовая температура составляет +9,6 °С. Зимняя температура выше 0 °С — довольно частое для города явление, однако не редки и затяжные периоды сильных морозов с температурой −15 °С и ниже (преимущественно в январе и феврале).
| Климатограмма в городе Волгодонске    | Климатограмма в городе Волгодонске | Климатограмма в городе Волгодонске | Климатограмма в городе Волгодонске | Климатограмма в городе Волгодонске | Климатограмма в городе Волгодонске | Климатограмма в городе Волгодонске | Климатограмма в городе Волгодонске | Климатограмма в городе Волгодонске | Климатограмма в городе Волгодонске | Климатограмма в городе Волгодонске | Климатограмма в городе Волгодонске |
| ------------------------------------- | ---------------------------------- | ---------------------------------- | ---------------------------------- | ---------------------------------- | ---------------------------------- | ---------------------------------- | ---------------------------------- | ---------------------------------- | ---------------------------------- | ---------------------------------- | ---------------------------------- |
| Я                                     | Ф                                  | М                                  | А                                  | М                                  | И                                  | И                                  | А                                  | С                                  | О                                  | Н                                  | Д                                  |
| 36.9 −2,1 −7,7                        | 30.6 −1,5 −7,9                     | 32.2 4,0 −2,8                      | 34.7 14,5 5,4                      | 40.3 21,6 11,7                     | 44.1 26,4 16,1                     | 41.3 29,0 18,5                     | 30.2 28,1 17,9                     | 36.6 22,0 12,3                     | 33.9 13,9 6,1                      | 40 5,5 0,1                         | 46.8 0,3 −4,6                      |
| Температура в °C • Сумма осадков в мм |                                    |                                    |                                    |                                    |                                    |                                    |                                    |                                    |                                    |                                    |                                    |

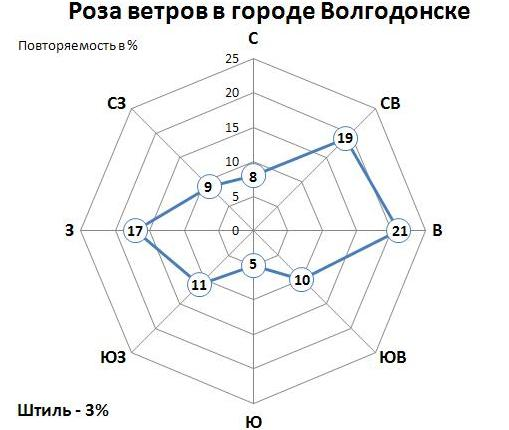
Роза ветров в Волгодонске

Каждый год в Волгодонске в среднем выпадает 448 мм осадков.
| Показатель              | Янв. | Фев. | Март | Апр. | Май  | Июнь | Июль | Авг. | Сен. | Окт. | Нояб. | Дек. | Год |
| ----------------------- | ---- | ---- | ---- | ---- | ---- | ---- | ---- | ---- | ---- | ---- | ----- | ---- | --- |
| Средняя температура, °C | −3,9 | −4   | 1,3  | 9,7  | 16,3 | 21,1 | 23,9 | 23,1 | 17,0 | 10,1 | 2,7   | −2,2 | 9,6 |
| Норма осадков, мм       | 41   | 30   | 35   | 32   | 46   | 44   | 38   | 29   | 42   | 37   | 41    | 51   | 466 |
| Источник: .             |      |      |      |      |      |      |      |      |      |      |       |      |     |

| Показатель                           | Янв.  | Фев.  | Март  | Апр. | Май  | Июнь | Июль | Авг. | Сен. | Окт. | Нояб. | Дек.  | Год   |
| ------------------------------------ | ----- | ----- | ----- | ---- | ---- | ---- | ---- | ---- | ---- | ---- | ----- | ----- | ----- |
| Абсолютный максимум, °C              | 15,4  | 18,0  | 22,4  | 31,1 | 35,6 | 40,5 | 43   | 40,8 | 36,1 | 30,6 | 19,6  | 16,0  | 43    |
| Средний суточный максимум, °C        | −2,1  | −1,5  | 4,0   | 14,5 | 21,6 | 26,4 | 29,0 | 28,1 | 22,0 | 13,9 | 5,5   | 0,3   | 13,6  |
| Средняя температура, °C              | −5,1  | −4    | 0,6   | 9,4  | 16,3 | 20,9 | 23,5 | 22,7 | 16,8 | 9,6  | 2,6   | −2,3  | 9,3   |
| Средний суточный минимум, °C         | −7,7  | −7,9  | −2,8  | 5,4  | 11,7 | 16,1 | 18,5 | 17,9 | 12,3 | 6,1  | 0,1   | −4,6  | 5,6   |
| Абсолютный минимум, °C               | −31,4 | −31,8 | −23,8 | −8,5 | −0,7 | 3,6  | 9,3  | 4,8  | −1,2 | −9,7 | −27   | −27,8 | −31,8 |
| Норма осадков, мм                    | 36,9  | 30,6  | 32,2  | 34,7 | 40,3 | 44,1 | 41,3 | 30,2 | 36,6 | 33,9 | 40    | 46,8  | 447,6 |
| Источник: Архив климатических данных |       |       |       |      |      |      |      |      |      |      |       |       |       |

## История

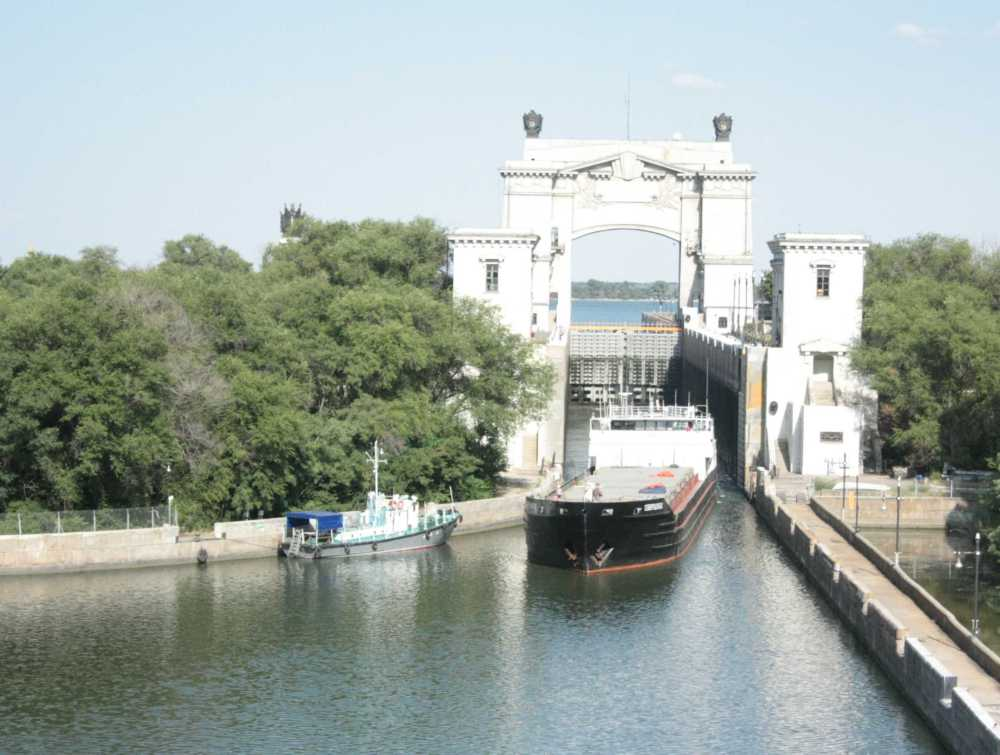
Шлюз № 14 на участке судоходного канала Цимлянское водохранилище — река Дон

Основание Волгодонска связано со строительством Волго-Донского судоходного канала. Попытки соединить Волгу и Дон предпринимались в середине XVI и в конце XVII веков. В последующие столетия русские учёные не раз возвращались к вопросу о соединении Волги и Дона, как к насущной экономической проблеме. В 1920-е годы на трассе будущего канала снова стали работать изыскатели и геодезисты. С 1928 года начались работы по рытью канала, но сделать это вручную землекопам оказалось не под силу. В 1938 году в журнале «Техника — молодёжи» впервые упомянуто название проектируемого посёлка — Волго-Донск. В 1940-е годы в связи с Великой Отечественной войной работы по строительству канала пришлось приостановить.

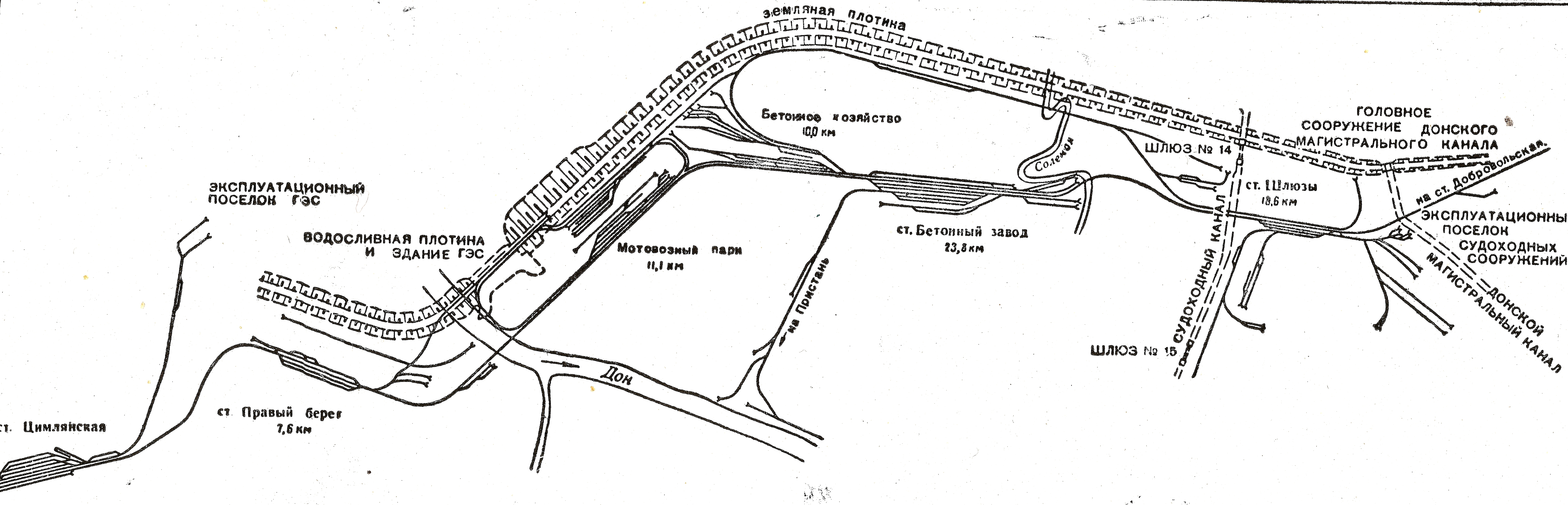
План строительной площадки Цимлянского гидроузла (1958)

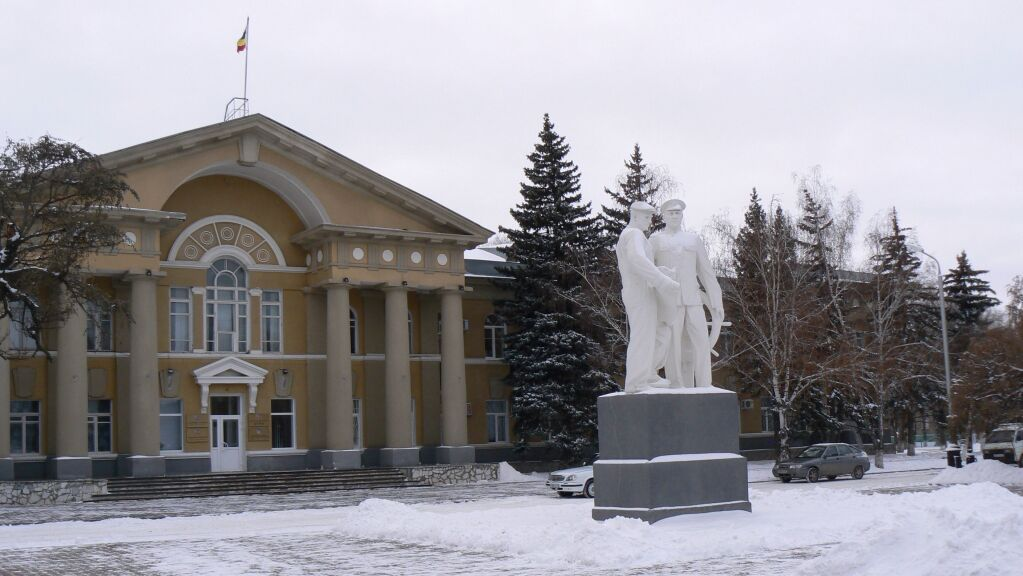
В 1950-е годы в этом здании находилось управление гидросооружениями. Сейчас эти помещения занимают администрация Волгодонска и Волгодонская городская дума

Вплотную к строительству Волго-Дона страна приступила лишь в 1949 году. К станице Цимлянской стекались многочисленные грузы и стройматериалы. Сюда же, на крупнейшую послевоенную стройку, устремились отряды гидростроителей, которые селились в ближайших хуторах и станицах. Вскоре для них было сооружено временное жильё в посёлках Шлюзы и Ново-Солёновский. Однако для строительства и эксплуатации Цимлянского гидроузла был необходим посёлок эксплуатационников (сокращённо — экспосёлок). В декабре 1949 года территорию, на которой сейчас находится город, изучала специальная межведомственная комиссия, которая пришла к заключению о том, что это место является наиболее благоприятным для размещения экспосёлка.
149 казачьих станиц, попадавших в зону затопления, переселили на возвышенные места — берега будущего Цимлянского водохранилища. Одновременно с сооружением жилья началась прокладка железнодорожных веток от станций Морозовская и Куберле к станции Цимлянской. Позже появилась железнодорожная станция Добровольская (ныне Волгодонская).

### Рождение города

Первые жилые дома Волгодонска. 1950-е годы

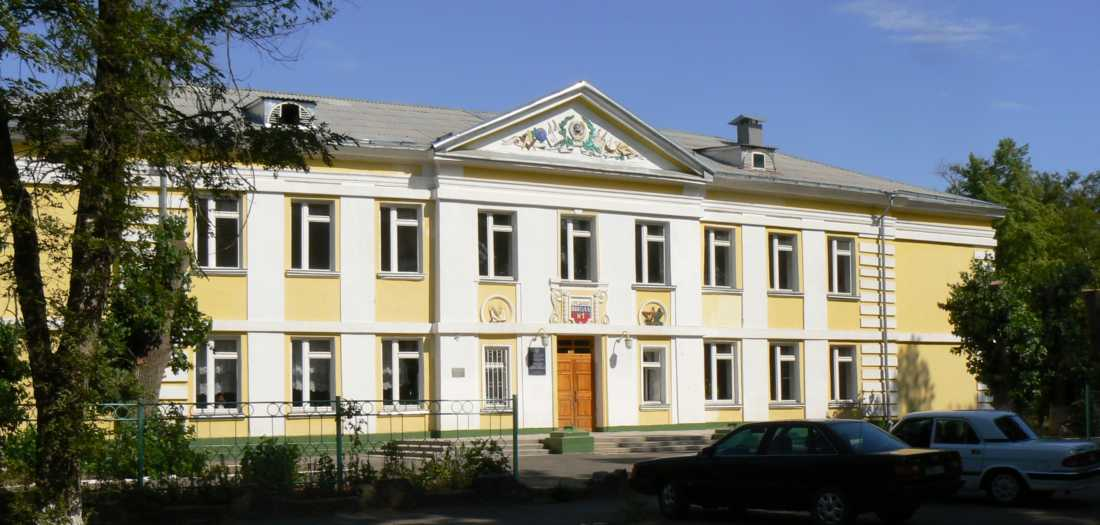
Школа № 1. Современный вид

В 1950 году появились первые строительные площадки. Началось строительство домов на улицах Волгодонской, Ленина, Советской, в переулке Пушкина, а также здания управления гидросооружениями. Возведение жилых домов на территории города началось 27 июля 1950 года. Эта дата считается днём рождения Волгодонска.
В 1951 году Дон был направлен по новому руслу, а в 1952 году открылся Волго-Донской судоходный канал имени Владимира Ленина. 31 мая 1952 года в 12 часов 55 минут воды Волги и Дона соединились. Торжественное открытие судоходного канала состоялось 27 июля того же года. 6 июня первый промышленный ток дала Цимлянская гидроэлектростанция, а 22 августа ГЭС вышла на полную мощность.
В начале 1953 года Романовский райисполком выступил с ходатайством о преобразовании рабочего посёлка Ново-Солёновский в город районного подчинения Пятиморск и о присвоении посёлку эксплуатационников имени «Волго-Донск» (официально название Пятиморск было получено в 1954 году).

### Развитие города в 1950-х — 1960-х годах
В апреле 1955 года вышло постановление Совета Министров СССР «О мероприятиях по совершенствованию производства заменителей зерна и пищевых жиров, расходуемых на технические цели». К этому времени возникла необходимость в использовании в технических целях искусственных жиров вместо пищевых. Для этого был необходим новый химический комбинат. Для строительства этого завода был выбран Волго-Донск, так как после возведения Волго-Донского канала осталась большая строительная база, а кроме того посёлок обладал большими земельными и водными ресурсами. Население Волго-Донска к тому времени составляло 9148 человек.
2 ноября 1956 года Президиум Верховного Совета РСФСР своим Указом преобразовал посёлок Волго-Донск в город районного подчинения Волгодонск. В черту Волгодонска в соответствии с Указом включался посёлок Ново-Солёновский. 16 мая 1957 года вышел Указ Президиума Верховного Совета РСФСР по переименованию Романовского района в Волгодонской и перенесению районного центра в Волгодонск.
20 марта 1957 года состоялась сессия Волгодонского городского совета депутатов трудящихся. Председателем исполкома горсовета был избран Иван Яковлевич Клименко, который стал первым градоначальником Волгодонска.
С 1958 года запрещена прописка в посёлке Ново-Солёновском. Он строился как временный посёлок для строителей Цимлянского гидроузла и состоял в основном из временного жилья — бараков и юртов, которые пришли в негодность. Жителей посёлка начали переселять в новые дома Волгодонска.
В ноябре 1958 года сдана первая очередь химзавода и начала работать ТЭЦ-1. 22 января 1959 года химкомбинат НИИПАВ выработал первую продукцию.
25 мая 1971 года началось регулярное авиасообщение между Волгодонском и Ростовом-на-Дону. Самолёт «Як-40» три раза в сутки отправлялся из аэропорта Волгодонск, который был построен в Цимлянске.

### Город в 1970-80-х годы
В 1973 году начато строительство нового завода тяжёлого машиностроения (будущего «Атоммаша»). С этим заводом связан новый этап в истории Волгодонска.

Памятник «Ключи», построенный в честь строительства первого жилого дома в Новом городе.

Благодаря этой грандиозной стройке город пережил своё очередное, уже 3-е рождение. В ноябре 1974 года Совет министров СССР утвердил технический проект комплекса первой очереди ВЗТМ. Пуск планировался в 1977 году. Стройка Волгодонского завода тяжёлого машиностроения (именно так изначально был назван «Атоммаш») была объявлена ударной комсомольской. Уже в первом полугодии 1975 года по комсомольским путёвкам сюда прибыли 470 человек. Молодёжь ехала со всех уголков страны.
Вместе со строительством завода-гиганта началось возведение новой части Волгодонска на левом берегу Сухо-Солёновского залива Цимлянского водохранилища. Так появился Новый город. Первые котлованы начали рыть 21 ноября 1973 года. Первую панель торжественно установили 15 января 1976 года, а первый дом в Новом городе заселился 10 июля. В честь этого события на стене дома вывешена табличка: «Первое здание в новой части Волгодонска сдано в июле 1976 года», а рядом с домом установлен памятник в виде больших ключей.
С первых дней строительства Нового города начались дебаты о мосте, который должен был соединить новую и старую части города. До этого проехать на места новостроек можно было лишь через маленький мост в Красном Яру. Отдел архитектуры выступал за то, чтобы построить мост, который бы стал украшением города. Но к сожалению, в этих дебатах победила другая сторона — дирекция строящегося завода, настоявшая на строительстве путепровода. Это было проще, быстрее и дешевле. Строительство началось в 1976 году.
В 1975 году средний возраст волгодонцев составлял 29 лет. 2 июня 1978 года в городе родился 100-тысячный житель, а 3 апреля 1982 — 150-тысячный.

Скульптура «Мирный атом».

28 октября 1977 года в 14.40 по местному времени состоялось ещё одно эпохальное событие в городе Волгодонске — в торжественной обстановке заложен первый фундаментный блок Ростовской (Волгодонской) атомной электростанции.
25 апреля 1979 года заложен первый камень на месте предполагаемого строительства завода «Энергомаш», который должен был стать заводом по производству парогенераторов и водогрейных установок для нефтяной промышленности. Однако первую сваю нового завода заложили 1 апреля 1980 года. По замыслу новое предприятие должно было стать больше «Атоммаша». Предполагалось, что на «Энергомаше» будут работать 25 тысяч человек. Но новую идею так и не удалось воплотить в жизнь.
18 февраля 1983 года на «Атоммаше» состоялся торжественный митинг, посвящённый выпуску первого донского атомного реактора. Его корпус выполнен на полгода раньше запланированного срока.
В середине 1980-х годов Волгодонск представлял собой многонациональный город. Здесь собрались представители 87 народностей. Город гордился своим предназначением, уникальными объектами. Но к сожалению не всем надеждам было суждено сбыться.
После аварии на Чернобыльской АЭС Волгодонск охватила паника. Жители стали бояться повторения ЧП на Ростовской АЭС. Многие политики сделали себе на этом страхе политическую карьеру. Не разбираясь в атомной энергетике, они умело играли на страхе людей, постоянно подогревали его в средствах массовой информации, в листовках, на митингах обнародовались все факты брака, допущенного при строительстве станции. В городе набрало силу общественное движение «Зелёная волна», открыто протестующее против дальнейшего строительства РоАЭС. Пиком «зелёного» движения стал 1990 год. Большинство предприятий Волгодонска выступило в поддержку прекращения строительства станции. 6 августа состоялась мощная акция — блокирование АЭС. Под напором общественного мнения 6 апреля 1990 года Волгодонский горисполком принял решение о прекращении строительства атомной станции.

### Современный Волгодонск
С другой стороны, после чернобыльской катастрофы резко сократились заказы на оборудование для атомной энергетики. Объём производства на Атоммаше упал более чем в 2 раза.
С 1992 года, после приостановки строительства атомной станции и падения производства на большинстве городских предприятий, бюджет города стал дефицитным, а город — дотационным. Спад производства ощущался во всех сферах. Как и в целом по стране, в Волгодонске начались перебои с выплатой зарплат. Один за одним стали вспыхивать митинги и забастовки. Самой массовой стала акция протеста 7 октября 1998 года, на которую собрались тысячи не получающих зарплату горожан, — в основном граждане, работавшие в бюджетных организациях (учителя, медики, коммунальщики и др.).
С 1996 года смертность в Волгодонске стала превышать рождаемость.
В сентябре 1999 года по России произошли случаи взрывов в жилых домах, совершённых террористами. Беда не обошла стороной и Волгодонск. После терактов в Буйнакске и Москве, 16 сентября в 05.57 по местному времени взорван жилой дом по адресу Октябрьское шоссе, 35. Девятнадцать человек погибли, несколько сотен получили ранения.
Новый этап развития Волгодонска начался 6 апреля 1998 года. В этот день депутаты городской Думы на внеочередном заседании рассматривали вопрос «О перспективах социально-экономического развития Волгодонска». К тому времени экономическая ситуация, в которой оказался Волгодонск, была критической. Город погряз в долгах, дотационный бюджет имел огромный дефицит. Примерно за час обсуждений народные избранники решили обратиться к Правительству России с предложением о продолжении строительства Ростовской АЭС.
Горожане решение депутатов не поддержали. Люди протестовали, устраивали митинги, направляли резолюции во все инстанции. Тем не менее, 26 июня губернатор Ростовской области Владимир Чуб распорядился создать комиссию, которая должна была дать заключение о дальнейшей судьбе атомной станции. Комиссия решила, что такой вопрос находится в компетенции Правительства России, однако решение возможно только в случае положительного заключения повторной Государственной экологической экспертизы.
Свой вывод эксперты сделали 7 февраля 2000 года. Согласно заключению Государственной экспертизы, Ростовская АЭС соответствует требованиям природоохранного законодательства Российской Федерации. И 10 мая Госатомнадзор выдал лицензию на продолжение сооружения первого энергоблока.
19 января 2001 года Госатомнадзор выдал лицензию на эксплуатацию первого блока Ростовской АЭС. 21 января в реактор была загружена первая кассета с ядерным топливом, а 23 февраля реактор выведен на минимальный контролируемый уровень мощности. 30 марта в 8 часов 47 минут по местному времени на атомной станции был включён турбогенератор и АЭС дала свой первый ток. Действующая станция до 2010 года называлась «Волгодонская АЭС».
Экономика Волгодонска начала возрождаться. Долги по зарплате сокращались. Стали реконструироваться и строиться коммуникации, возводиться новое жильё. Снова начал получать заказы атомной тематики Атоммаш.

Новый город. Проспект Строителей

В 2007 году в Волгодонск начали приходить новые инвесторы. В конце года состоялись общественные слушания по кирпичному и нефтеперерабатывающему заводам, на которых горожане высказались за строительство новых предприятий (хотя впоследствии сами инвесторы отказались от своих планов). Меньше повезло бизнесменам из Турции. Проект международного холдинга «Курум» по строительству электрометаллургического завода общественность не одобрила. Основная причина — нечётко прописанные природоохранные мероприятия. Среди других причин отказа от строительства называлась невозможность увеличения пропускной способности газопровода Шахты—Волгодонск.

## Планировка города
Генеральный план города
В 1960 году принят новый генеральный план строительства Волгодонска, предусматривающий застройку города на 20 лет вперёд. Согласно этому плану, в 1980 году численность населения Волгодонска должна составлять 85 тысяч человек. Прежний план, принятый в 1953 году на 15 лет — устарел, так как согласно ему население Волгодонска должно составлять всего лишь 22 тысячи человек. А самый первый генплан развития ещё экспосёлка предполагал всего 3,3 тысячи жителей.
В начале 2008 года у Волгодонска появился новый генеральный план. После принятия в России нового градостроительного кодекса возникла необходимость привести в порядок всю градостроительную документацию. Специалист Санкт-Петербургского НИИ «Урбанистика» Людмила Кржижановская предлагала сделать Волгодонск «музеем советской урбанистики» — оставить прежний облик города, внося лишь небольшие изменения с учётом требований современности.
Решением Волгодонской городской Думы от 05.12.2019 № 76 внесены изменения в решение Волгодонской городской Думы от 23.04.2008 № 76 "Об утверждении генерального плана муниципального образования «Город Волгодонск». Для расчета основных градостроительных параметров развития территории принят следующий прогноз численности постоянного населения городского округа «Город Волгодонск»:
- на 2030 год — 182,04 тыс. человек,
- на 2040 год — 190,4 тыс. человек[12].

Планировочные районы Волгодонска:
1. Северо-Западный планировочный район (севернее Волго-Донского судоходного канала).
2. Междуреченский планировочный район (между Донским магистральным и Волго-Донским судоходным каналами).
3. Планировочный район «Старый город».
4. Планировочный район «Новый город».
5. Восточный планировочный район «Район АЭС».

Территориальное устройство города
Волгодонск условно разделён на два больших микрорайона «Старый город» и «Новый город», а также два небольших микрорайона бывших сельских поселений Красный Яр и Соленовская.
«Старый город» разделён на кварталы многоквартирной малоэтажной и среднеэтажной застройки (кварталы № 1,2,3,3а, 4,5,6,7,8,10,12,14,15,16,17,18 и др.), кварталы ЮЗР-1, 1а,2 и 3 (Юго-Западный район). Также, в старом городе имеются кварталы индивидуальной малоэтажной застройки (кварталы № 22,30,31,31а, 34,38,38а, 40,40а,45,50 и др.).
«Новый город» разделён на кварталы многоэтажной, а также среднеэтажной и малоэтажной индивидуальной застройки. В Новом городе кварталы имеют буквенно-цифровую нумерацию (кварталы В-1, В-2,В-3,В-4 и т. д.). Также условное обозначение имеют кварталы административной застройки (квартал А), специальной и производственной застройки кварталы В-У, В-Р, В-С, В-П, В-Д и т. д.).

## Население
Прилегающие к городскому округу части соседних районов вместе с городом Волгодонск образуют крупнейшую агломерацию востока Ростовской области с населением более 200 тысяч человек. 
| 1959     | 1967     | 1970     | 1975     | 1976     | 1979     | 1982     | 1985     | 1986     | 1987     | 1989     | 1990     |
| -------- | -------- | -------- | -------- | -------- | -------- | -------- | -------- | -------- | -------- | -------- | -------- |
| 15 710   | ↗23 000  | ↗28 000  | ↗39 000  | →39 000  | ↗91 313  | ↗139 000 | ↗162 000 | ↘161 000 | ↗179 000 | ↘175 593 | ↗179 000 |
| 1991     | 1992     | 1993     | 1994     | 1995     | 1996     | 1997     | 1998     | 1999     | 2000     | 2001     | 2002     |
| ↗181 000 | ↗182 000 | ↗183 000 | ↘182 000 | ↗184 000 | ↘183 000 | ↘181 000 | →181 000 | ↘179 200 | ↘178 200 | ↗179 100 | ↘165 994 |
| 2003     | 2004     | 2005     | 2006     | 2007     | 2008     | 2009     | 2010     | 2011     | 2012     | 2013     | 2014     |
| ↗166 000 | ↘165 800 | ↗171 400 | ↘170 800 | ↘170 100 | ↘169 600 | ↘169 048 | ↗170 841 | ↘170 504 | ↘170 244 | ↘170 126 | ↘170 074 |
| 2015     | 2016     | 2017     | 2018     | 2019     | 2020     | 2021     | 2024     | 2025     |          |          |          |
| ↗170 230 | ↗170 558 | ↗171 471 | ↗171 629 | ↗171 952 | ↘171 406 | ↘168 048 | ↘163 963 | ↘162 908 |          |          |          |

На 1 января 2025 года по численности населения город находился на 109-м месте из 1124 городов Российской Федерации.
Национальный состав
По итогам переписи населения 2020 года проживали следующие национальности (национальности менее 0,1 % и другое см. в сноске к строке «Другие»):
| Национальность | Численность, чел. | Доля     |
| -------------- | ----------------- | -------- |
| Русские        | 152 611           | 94,99 %  |
| Украинцы       | 1549              | 0,96 %   |
| Армяне         | 758               | 0,47 %   |
| Азербайджанцы  | 681               | 0,42 %   |
| Татары         | 459               | 0,29 %   |
| Белорусы       | 309               | 0,19 %   |
| Корейцы        | 234               | 0,15 %   |
| Турки          | 192               | 0,12 %   |
| Другие         | 3865              | 2,41 %   |
| Итого          | 160 658           | 100,00 % |

## Статус и муниципальное устройство

### Статус
С ноября 1956 года по февраль 1963 года Волгодонск — город районного подчинения и одновременно административный центр Волгодонского района.
С февраля 1963 года по 2004 год Волгодонск — город областного подчинения.
В период с февраля 1963 года по ноябрь 1965 года в административном подчинении города Волгодонска находился рабочий посёлок Усть-Донецкий.
С 2004 года по настоящее время Волгодонск имеет статус городского округа «Город Волгодонск» и является его административным центром. В том же году в состав городского округа Город Волгодонск вошли бывшие станицы Красноярская и Солёновская на правах микрорайонов.

### Органы местного самоуправления
Городская дума
Представительным органом местного самоуправления на территории городского округа Город Волгодонск является Волгодонская городская дума, состоящая из 25 депутатов. Возглавляет Волгодонскую городскую думу председатель, который одновременно является главой городского округа Город Волгодонск.
Председатели городской думы — главы города Волгодонска:
- с 27 марта 1994 г. по 2 февраля 1997 г. — Хижняков Вячеслав Фадеевич, председатель городской думы-глава администрации г. Волгодонска;
- с 2 февраля 1997 г. по 12 января 2000 г. — Горбунов Сергей Васильевич, председатель городской думы-глава администрации г. Волгодонска;
- с 12 января 2000 г. по февраль 2001 г. — Рыков Эдуард Германович, председатель городской думы;
- с февраля 2001 г. по февраль 2005 г. — Шерстюк Сергей Леонидович, председатель городской думы;
- с февраля 2005 г. по март 2010 г. — Струков Олег Михайлович, председатель городской думы-глава города;
- с марта 2010 по 25 сентября 2015 г. — Горчанюк Пётр Петрович, председатель городской думы-глава города;
- с сентября 2015 г. по сентябрь 2020 г. — Ткаченко Людмила Гарриевна, председатель городской думы-глава города;
- с сентября 2020 года — Ладанов Сергей Николаевич, председатель городской думы-глава города.

Администрация
Исполнительно-распорядительным органом местного самоуправления на территории городского округа Город Волгодонск является администрация, которую соответственно возглавляет глава администрации.
Главы администрации города
- с 1991 по 1996 г.г. — Хижняков Вячеслав Фадеевич;
- с 1997 по 2001 г.г. — Горбунов Сергей Васильевич;
- с 2001 по 2005 г.г. — Клейменов Александр Николаевич;
- с 2005 по 2015 г.г. — Фирсов Виктор Александрович;
- с 2015 по 2017 г.г. — Иванов Андрей Николаевич;
- с 2017 по 2022 г.г. — Мельников Виктор Павлович;
- с 2022 по 2023 г.г.— Макаров Сергей Михайлович[50];
- c 2023 по март 2024 г.г.— (и. о. главы администрации) Кулеша Вадим Иванович[50];
- с марта 2024 года — Мариненко Юрий Иванович[51];
- с июля 2025 года — ( и. о. главы администрации ) Войтюк Илья Владимирович

## Официальные символы Волгодонска

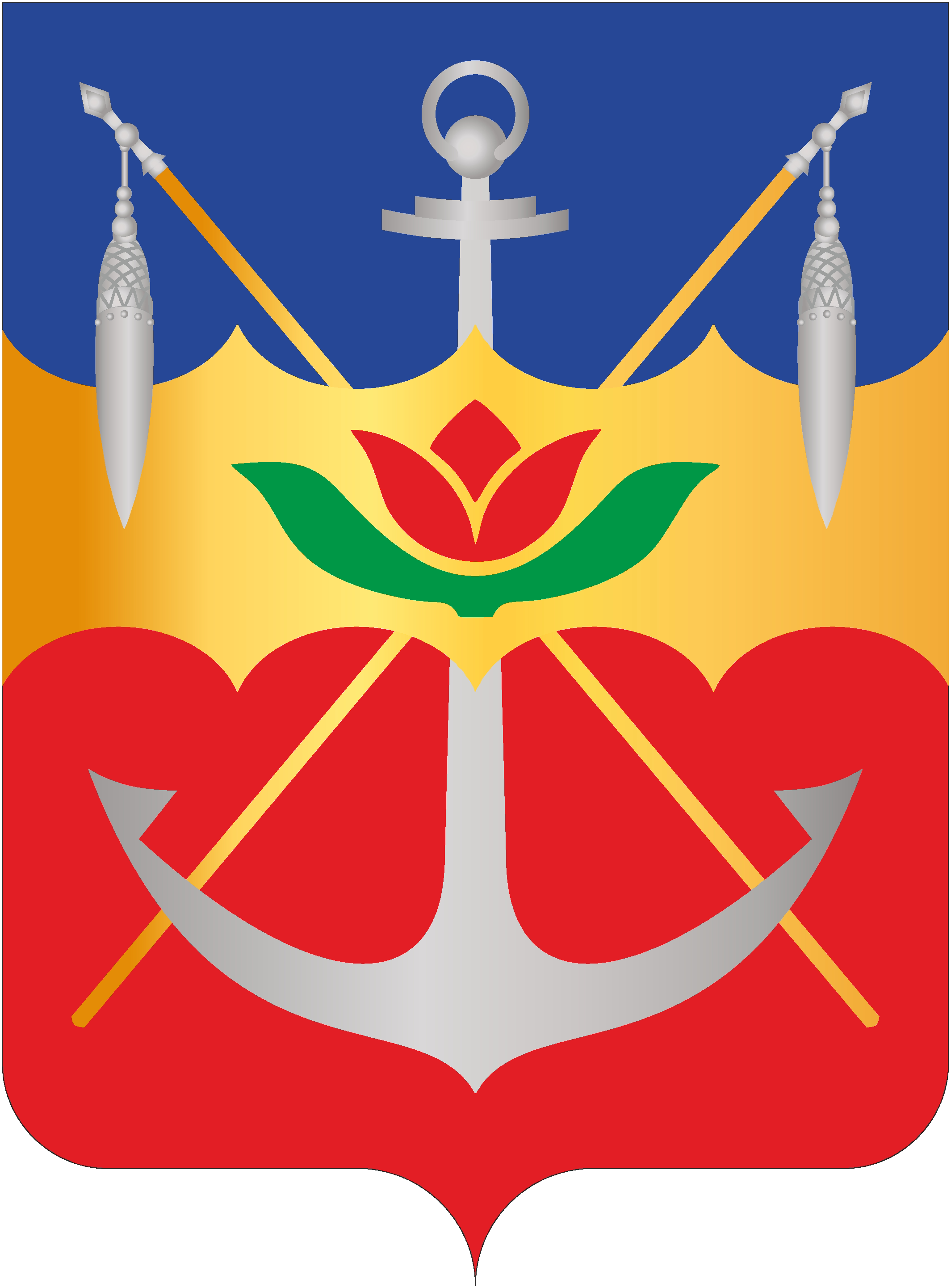
Герб Волгодонска

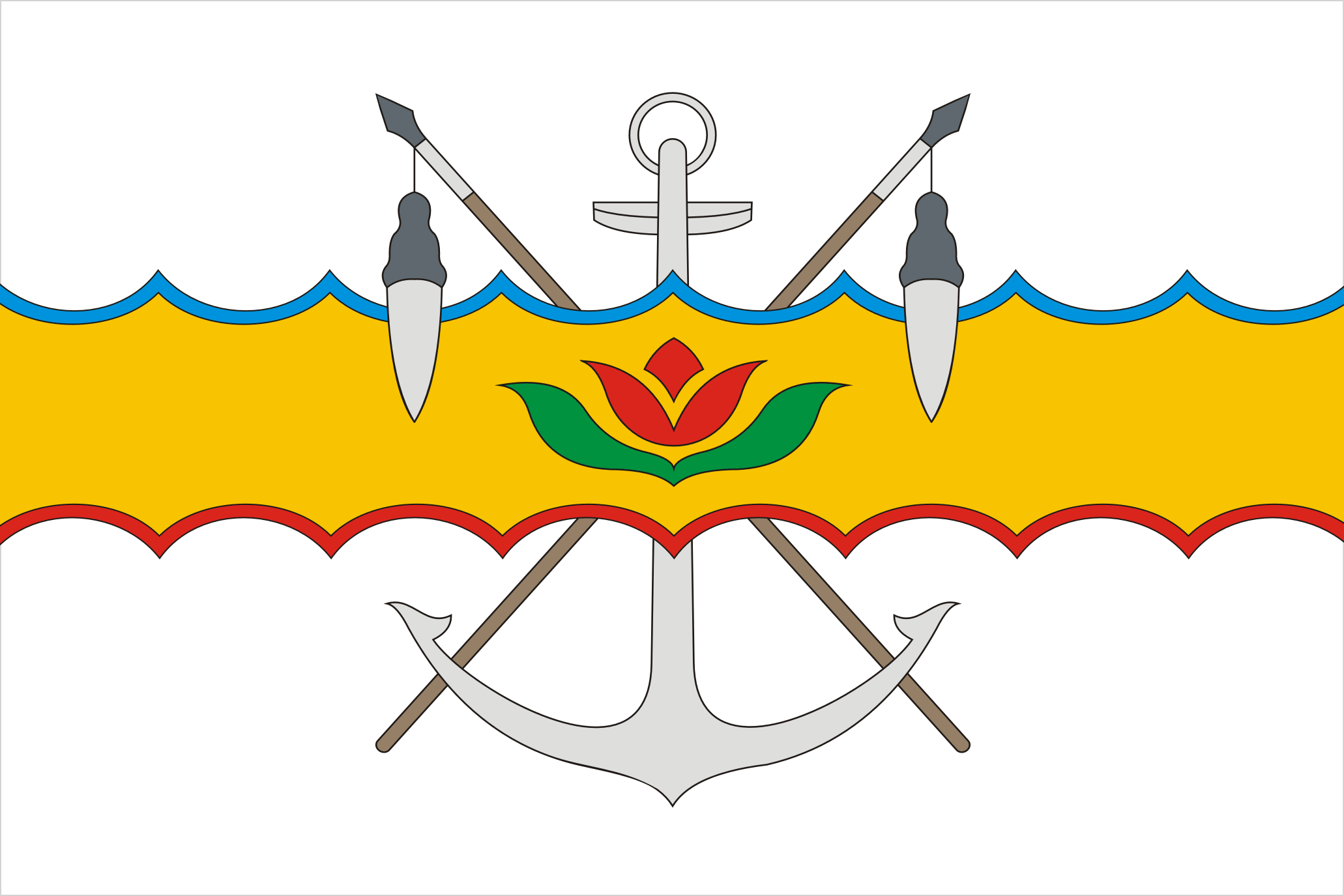
Флаг Волгодонска

Символика Волгодонска была утверждена постановлением главы города Волгодонска № 1153 от 29 августа 1995 года . Описание герба и флага см. в отдельных статьях Герб Волгодонска и Флаг Волгодонска.

## Экономика
Несмотря на свою молодость, по темпам экономического развития Волгодонск находится в числе лидеров в Ростовской области. У города многопрофильный промышленный потенциал: развиты энергетика, машиностроение, химическая и деревообрабатывающая промышленность. С пуском 2 энергоблока Ростовской АЭС город стал вторым по значению энергетическим центром Юга России.
Ведущие отрасли экономики Волгодонска — энергетика, атомное машиностроение, производство мебели, оборудования для тепловых электростанций и металлургии. В городе также производятся электронные измерительные приборы, синтетические моющие средства и другая продукция, которая экспортируется во многие страны СНГ и мира. Также развита коммунальная инфраструктура.
На август 2019 года в Волгодонске работает единственный в стране промышленный кластер атомного машиностроения, зарегистрированный в соответствующем федеральном реестре. Кластер объединяет 17 предприятий и около 3 тысяч специалистов. Ведущее предприятие — компания «Атоммашэкспорт», которая располагает современным оборудованием для механической обработки деталей весом до 10 тонн. Сварочное оборудование и современные линии позволяют производить высокоточную сборку технологического оборудования и промышленной арматуры для АЭС. По оценкам минэкономразвития региона, Волгодонский кластер атомного машиностроения выпускает до 70 % всех комплектующих, необходимых для АЭС.
Волгодонск — единственный город России, где представлены сразу четыре дивизиона атомной отрасли: генерация электроэнергии (Ростовская АЭС), строительство атомных станций (ЗАО «Атомстройэкспорт», АСЭ), производство оборудования для АЭС («АЭМ-Технологии» «Атоммаш» и специализированный кластер), подготовка кадров и научные разработки (Волгодонский инженерно-технический институт — филиал Национального исследовательского ядерного университета МИФИ).

## Транспорт

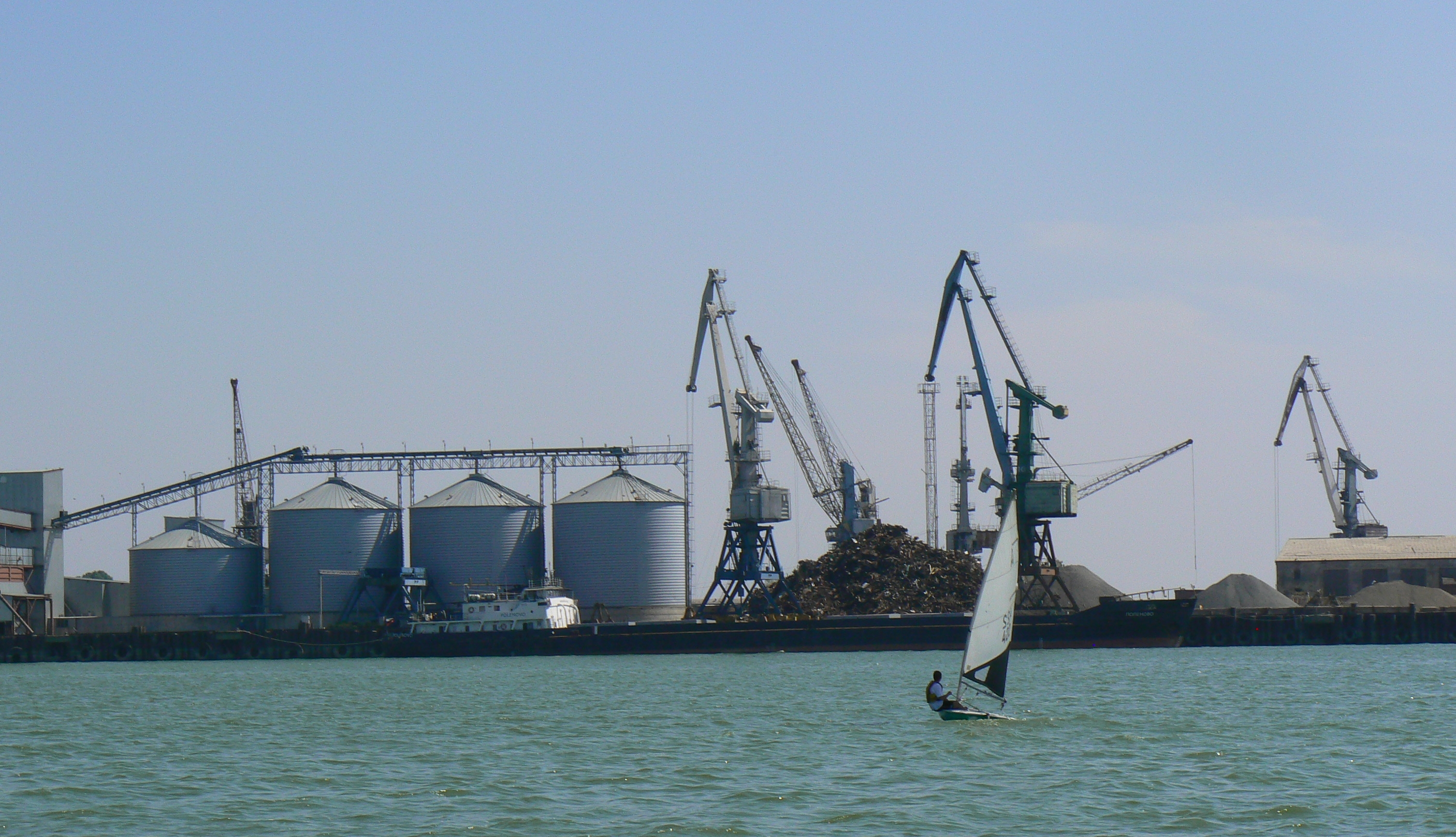
Волгодонский порт

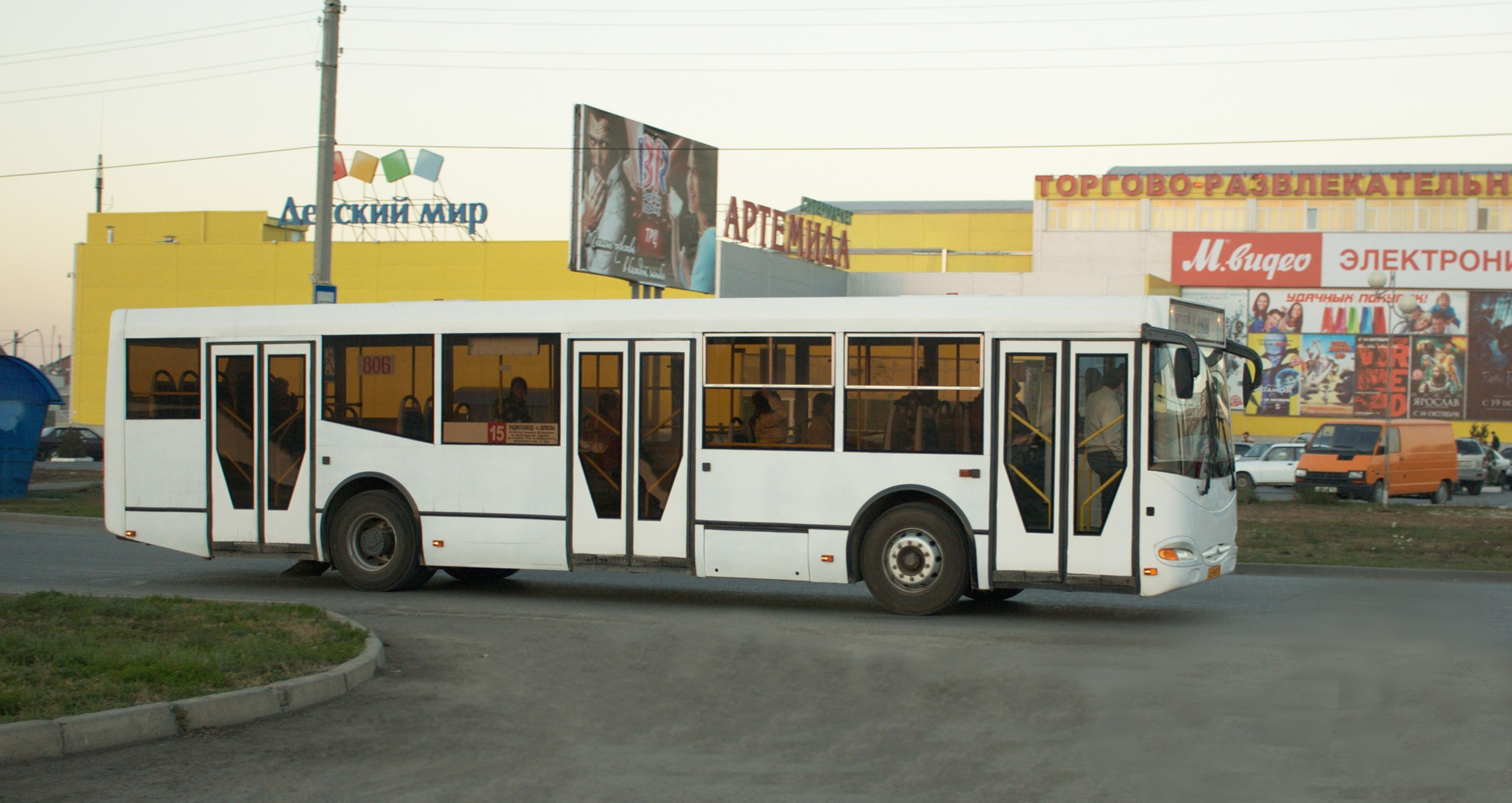
Пассажирский автобус №15 в Волгодонске

Волгодонский троллейбус №2

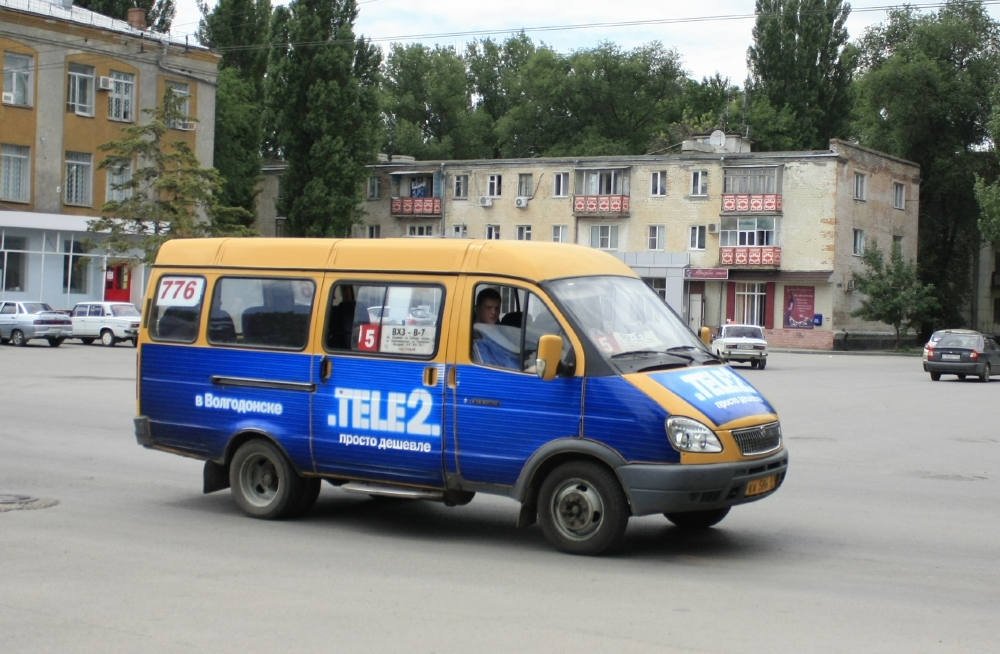
Маршрутное такси №5 в Волгодонске

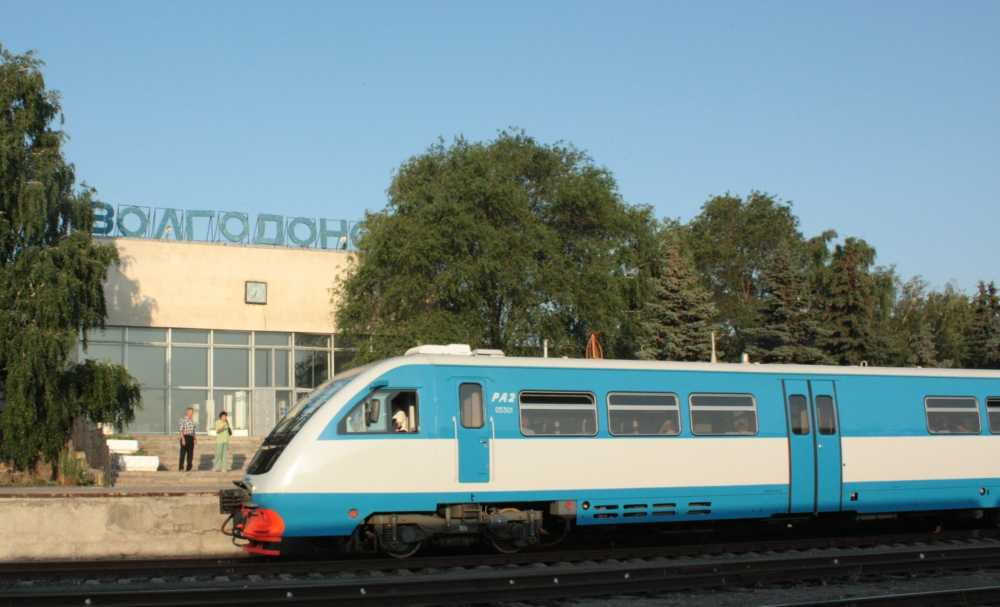
Железнодорожный вокзал в Волгодонске

Волгодонск — важный транспортный узел на востоке Ростовской области.
Автомобильный транспорт
Через город проходит автомобильная трасса, соединяющая Сальск и дорогу А260 (Морозовск), имеющая выход на Кавказ, в обход федеральной трассы М4 «Дoн». Ежедневно волгодонский автовокзал обслуживает рейсы в различные города и населённые пункты в Ростовской области и других субъектов Российской Федерации.
24 октября 2023 года был открыт мостовой переход через Сухо-Соленовский залив в створе проспекта Лазоревый, соединивший старый и новый город. Мостовой переход имеет четыре полосы для автомобилей и двусторонние пешеходные дорожки по краям моста и дороги.
Железнодорожный транспорт
На территории действует железнодорожная станция Волгодонская на однопутной линии Морозовская — Куберле. Ежедневно осуществляется железнодорожное пригородное пассажирское сообщение с Ростовом-на-Дону, Сальском и другими городами и населёнными Ростовской области. Кроме этого, осуществляется движением пассажирских поездов дальнего следования, соединяющих Волгодонск с Москвой, Санкт-Петербургом, Сочи и другими городами России.
Водный транспорт
На территории города расположен Волгодонский речной порт. После 1991 года речной порт Волгодонска стал одним из крупнейших пунктов перевалки металлолома в Турцию. К началу 2000-х годов экспорт лома сократился. Место металла заняло зерно. Сейчас на территории порта действуют два специализированных зерновых терминала, и планируется строительство третьего.
Воздушный транспорт
В 20 километрах от города, на территории Цимлянского района ранее располагался аэропорт регионального значения «Волгодонск», из которого осуществлялись авиарейсы в Ростов-на-Дону, Москву и некоторые другие города РФ. В настоящее время аэропорт не действует, вся инфраструктура, включая взлётно-посадочную полосу, полностью разрушена. В дальнейшей перспективе рассматривается вопрос о восстановлении аэропорта рамках в «Концепции развития малой авиации на территории Ростовской области до 2030 г.». Однако, о потенциальных инвесторах и конкретных сроках реализации проекта ничего неизвестно.
Городской общественный транспорт
Пассажирские перевозки внутри города осуществляются автобусами, троллейбусами, электробусами и маршрутными такси. Организацией общественных перевозок занимаются МУП «Городской пассажирский транспорт», ООО «Автотранс»/ИП Городилов Ю. В., ИП Болдырев Ю. П..
В Волгодонске действует 23 городских маршрутов автобусов большой, средней и малой вместимости (маршруты № 3к,4а, 4в,5а,5р, 6,8,10а,11м,12,14,15,16,18,25,28,29,29а,30,51,52,108).
С 1 февраля 2024 года в городе были запущены три электробусных маршрута (№ 14 «пос. Шлюзы — ВЗМЭО» и № 52 « Садоводство Машиностроитель — проспект Мира», и № 3К " пос.Шлюзы - ВЗМЭО.), на которых эксплуатируется новый подвижной состав электробусов КамАЗ-6282 Всего для города было закуплено 10 электробусов и зарядные станции. Кроме этого, в 2026 году будет закуплено ещё 15 единиц электробусов с зарядными станциями для дальнейшей эксплуатации их на наиболее социально-значимых маршрутах.
Троллейбусное движение в городе Волгодонске осуществляется с 1977 года. Действует три троллейбусных маршрута (№ 1,2, 3а).
Пригородное автобусное сообщение Волгодонска осуществляется с дачными товариществами (сезонные маршруты), а также с населёнными пунктами Цимлянского и Волгодонского районов.

## Связь
Телеграф в Волгодонске начал работать в первый же день существования посёлка эксплуатационников, 27 июля 1950 года.
На сегодняшний день услуги проводной телефонной связи в городе предоставляют компании «Ростелеком» и «МегаФон». 4 апреля 2009 года телефонная сеть Волгодонска переведена на шестизначную нумерацию. Телефонный код города изменился с 86392 на 8639, а к городским номерам в начале была добавлена одна цифра 2, а затем — 3, 4 и 6.
Мобильная связь на территории города предоставлена компаниями МТС, МегаФон, Билайн, Tele2, YOTA и ТТК mobail,Нэт Бай Нэт(МегаФон
)
В сфере предоставления доступа в Интернет в Волгодонске выделяются следующие интернет-провайдеры:
- Ростелеком (ПАО «Ростелеком») — интернет по технологиям FTTB,
- МТС («Мобильные ТелеСистемы») — интернет по технологиям FTTB,
- ТТК (ЗАО «Компания ТрансТелеКом») — интернет по технологиям FTTB.
- Микроэл городской провайдер.
- 21 век

## Использование территории

Структура земельного фонда города Волгодонска

Площадь Волгодонска составляет 182,3 км². 10,7 % (19,5 км²) площади города приходится на водные объекты. Непосредственная площадь земельного фонда города равняется 162,8 км² (16,28 тыс. га). Волгодонск имеет сравнительно низкую плотность населения, составляющую 927,5 чел./км², но необходимо учитывать что под жилой застройкой занято только 1,09 тыс. га или 7 % земельного фонда города, что существенно повышает реальную плотность населения.
Площадь районов многоэтажной застройки составляет 559 га, ещё 87 гектар занимают дома с малой этажностью (менее 5 этажей), в основном представляющие жилой фонд в старой части города.
Под индивидуальной застройкой занято более 440 гектар (3 % от земельного фонда города). В перспективе предполагается значительное увеличение площади застройки под индивидуальными малоэтажными домами до 986 гектар к 2020—2025 годам. Основная часть нового индивидуального жилищного строительства ведётся на территории Нового города.
Площадь промышленно-складских территорий равняется 1,57 тыс. га (9 %), сгруппированных в пять крупных промзон — Атоммаша, Ростовской АЭС, промзона ВКДП и речного порта, промзона бывшего Волгодонского химического завода и промышленно-складская зона посёлка Шлюзы.

## Экология
Как и во многих промышленно развитых городах, степень напряжения эколого-гигиенической ситуации в Волгодонске оценивается как неудовлетворительная, а степень экологического неблагополучия — как напряжённая.
Высокий уровень загрязнения атмосферного воздуха определяют концентрации формальдегида, превышающие ПДК. Основными источниками загрязнения являются химическая, электроэнергетическая, деревообрабатывающая и пищевая отрасли промышленности. Одним из крупнейших загрязнителей атмосферного воздуха, а также источником шума является автомобильный транспорт.
Наибольшие уровни содержания вредных веществ отмечаются вблизи улиц с интенсивным движением автотранспорта: улицы Гагарина, Энтузиастов, Морская, Степная, проспекты Строителей и Курчатова.
По данным лабораторных исследований центра гигиены и эпидемиологии, за последние четыре года наблюдается тенденция снижения проб атмосферного воздуха, превышающих предельно допустимую концентрацию (ПДК) с 1,7 % до 0,4 %. В то же время вклад автотранспорта в общий объём выбросов из года в год растёт (с 79,9 % в 2000 до 90,3 % в 2009 году).

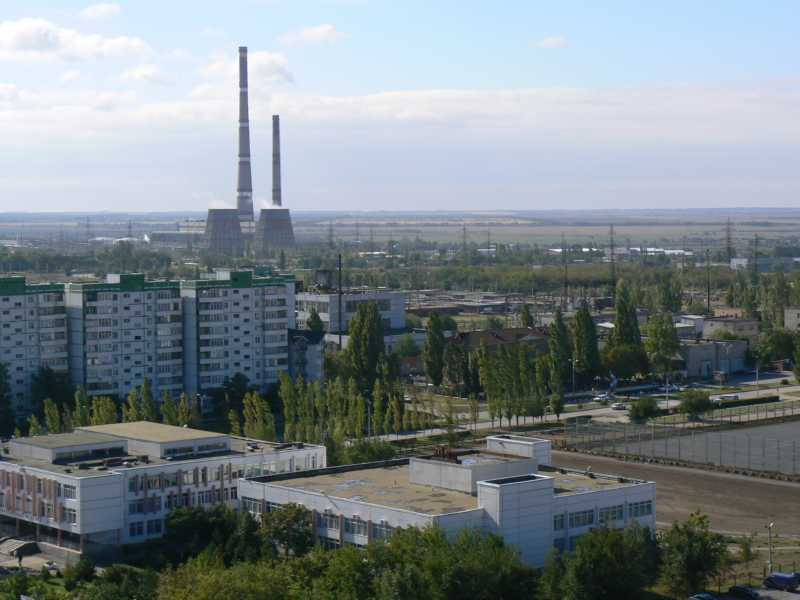
ТЭЦ-2

Объём выбросов загрязняющих веществ от стационарных источников (в первую очередь от ТЭЦ-2 и ТЭЦ-1, Волгодонского комбината древесных плит) составил 3,7 тыс. тонн в 2008 году, 4 тыс. тонн в 2009 году и 3,4 тыс. тонн в 2010 году при общем объёме выбросов в атмосферу 14,9 тыс. тонн по итогам 2010 года. Всего на территории города имеется 66 стационарных источников, производящих выбросы загрязняющих веществ в атмосферу (по данным на 2008 год).
|                  | Год  |      |     |
| 2005             | 2007 | 2009 |     |
| Твёрдые вещества | 0,2  | 0,2  | 0,2 |
| Диоксид серы     | 0,2  | 0,3  | 0,5 |
| Оксиды азота     | 1,9  | 1,1  | 1,2 |
| Оксид углерода   | 0,3  | 0,2  | 0,3 |
| Углеводороды     | 0,2  | 0,3  | 1,8 |

Наиболее значительные загрязнители:
- формальдегиды, выбрасываемые деревообрабатывающими предприятиями и автомобилями;
- диоксид азота, диоксид серы, марганец и медь, источником которых являются теплоэнергетические предприятия и автотранспорт;
- тяжёлые металлы (свинец, цинк, кадмий, никель) — из выхлопных газов автотранспорта.

Проблемой для города остаётся очистка ливневых сточных вод. Из 5 очистных сооружений ливневой канализации только в одном имеется отстойник, сброс из остальных осуществляется непосредственно в Цимлянское водохранилище.
Бытовые и промышленные отходы города захораниваются на 2 муниципальных полигонах. По данным на 2010 год охват населения услугой по сбору и вывозу твёрдых бытовых отходов составил 93,3 %. Семь полигонов промышленных отходов находятся на балансе отдельных предприятий: Ростовской АЭС (2 полигона), Атоммаша, Волгодонского комбината древесных плит, Волгодонской ТЭЦ-2. Крупнейшей площадкой с отходами промышленного производства является шламоотстойники и полигон промышленных отходов бывшего Волгодонского химического завода, расположенные в посёлке Шлюзы. Площадь полигона составляет более 78 гектар, в том числе 29,6 гектара занимают сульфатные поля, на которых размещены отходы солей мирабилита.
В санитарно-защитной зоне Ростовской АЭС, а также в Волгодонске, Цимлянском, Дубовском и Волгодонском районах действуют пункты автоматизированной системы контроля радиационной обстановки (АСКРО). Всего работает 19 постов радиационного контроля.
Общая площадь зелёной зоны составляет 2467 га.
В 2007 году Минприроды России вычеркнуло Волгодонск из списка 30 самых экологически грязных городов.
В связи с реформой в Ростовской области системы обращения с твердыми коммунальными отходами (ТКО) в 2020 году запущен в эксплуатацию Волгодонский Межмуниципальный экологический отходоперерабатывающий комплекс (МЭОК) по обращению с твердыми коммунальными отходами, оснащенный высокотехнологичным оборудованием. ТКО в процессе обработки проходит радиационный контроль, взвешивание, процессы разрывания пакетов, отсеивания органики и ручную сортировку для дальнейшей пресовки в тюки и отправки на вторичную переработку. Производительная мощность предприятия составляет 25-45 тонн отходов в час. С началом работы МЭОК в городу повсеместно установили отдельные корзины для сбора пластиковых отходов. Лидеры по объему отобранных фракций ПЭТ, стекло и металл. С сентября 2025 года планирует внедрить технологию биокомпостирования, которая в дальнейшем позволит дополнительно перерабатывать органическую часть поступаемых ТКО. С пуском МЭОК в городе решена проблема размещения полигонов для твердых бытовых отходов.

## Образование
Высшее профессиональное образование
- Институт технологий (филиал) ФГБОУ ВО Донской государственный технический университет (ДГТУ) в г. Волгодонске (пер. Лермонтова, 18);
- Волгодонский инженерно-технический институт филиал Национального исследовательского ядерного университета МИФИ (ул. Ленина, 73/94).

Среднее профессиональное образование
- Волгодонский педагогический колледж (проспект Строителей, 37);
- Волгодонский медицинский колледж (пер. Вокзальный, 21);
- Волгодонский техникум информационных технологий, бизнеса и дизайна имени В. В. Самарского (бывший профессиональный лицей № 105) (ул. Гагарина,13);
- Волгодонский техникум общественного питания и торговли (бывшее ПУ-72)
- Волгодонский техникум энергетики и транспорта (бывшее ГПТУ-62) (ул. Химиков, 64);
- Волгодонский техникум металлообработки и машиностроения (бывшее ПУ-71) (ул. Энтузиастов, 7);
- Волгодонское строительное профессиональное училище № 69 (ул. Ленина, 36).

Среднее общее образование
В городе Волгодонске функционирует 20 средних общеобразовательных учреждения, в том числе 14 школ (МБОУ СШ) № 1, 5, 7, 8 «Классическая», № 9 имени И. Ф. Учаева, «Центр образования», 11, 12, 13, 15, 18, 21, 22, 23), три лицея (№ 16, «Политэк», № 24) и три гимназии («Шанс», Гимназия № 1 «Юнона», «Гимназия юридическая»).
Дошкольное образование
На территории городского округа действует 33 детских дошкольных образовательных учреждения.
Дополнительное образование
- МБУДО Центр «Радуга»
- МБУДО ДЮСШ № 4
- МБУДО ДЮСШ № 6
- МБУДО «Пилигрим»
- МБУДО «Центр детского творчества»
- МБУДО «Станция юных техников»

Оздоровительные образовательные центры
- МБУДО "Центр оздоровления и отдыха «Ивушка».

## Здравоохранение
БОЛЬНИЦЫ И ПОЛИКЛИНИКИ
- ГБУ РО «Городская больница № 1 имени Виктора Александровича Жукова» в городе Волгодонске (Адрес: пер. Первомайский, д.46/45)[69].
 Открыта в апреле 1962 года. В структуре больницы имеется стационар на 515 коек, в том числе круглосуточного пребывания 365 и дневного пребывания 150. Также в структуре больницы имеются: приёмное, терапевтическое, пульмонологическое отделения, неврологическое отделение № 2, сосудистый центр, кардиологическое, инфекционное отделения, два отделения дневного пребывания, родильный дом.
- ГБУ РО «Городская больница скорой медицинской помощи» в г. Волгодонске (Адрес: ул. Гагарина,26)[70].
 Открыта в 1984 году. В структуре больницы находятся 7 стационарных отделений мощностью 380 коек, диагностические подразделения, операционный блок, травмпункт, отделение реанимации, отделение скорой медицинской помощи, межрайонный глаукомный и сурдологический кабинеты. Стационарная помощь оказывается ежегодно 12 тыс. больным по 13 основным профилям. Больница является межрайонным центром оказания хирургической помощи для населения северо-восточных районов области.
- ГБУ РО «Детская городская больница» в городе Волгодонске (Адрес: ул. Горького,188)[71].
- ГБУ РО «Стоматологическая поликлиника» в городе Волгодонске (Адрес: бульвар Великой Победы, 38)[72]
- ГБУ РО «Городская поликлиника № 3» в г. Волгодонске (Адрес: ул. Энтузиастов, 12)[73].

ДИСПАНСЕРНЫЕ УЧРЕЖДЕНИЯ
- Поликлиническое и стационарное отделение Волгодонской филиал ГБУ РО «Кожно-венерологический диспансер» (Адрес: ул. Пионерская, 101).
- ГБУ РО «Онкологический диспансер» в г. Волгодонске (Адрес: Первомайский пер., 46/45).
- ГБУ РО «Психиатрическая больница» Волгодонской филиал (Адрес: ул. Степная,191).
- ГБУ РО «Наркологический диспансер» Волгодонской филиал (Адрес: ул. Волгодонская,4).
- ГБУ РО «Станция переливания крови». Отделение переливания крови в г. Волгодонске (Адрес: ул. Маршала Кошевого,23).

ИНЫЕ МЕДИЦИНСКИЕ УЧРЕЖДЕНИЯ
- ООО Медицинская компания «Медсанчасть». Атоммаш. (Адрес: г. Волгодонск, Жуковское шоссе,10).

## Культура

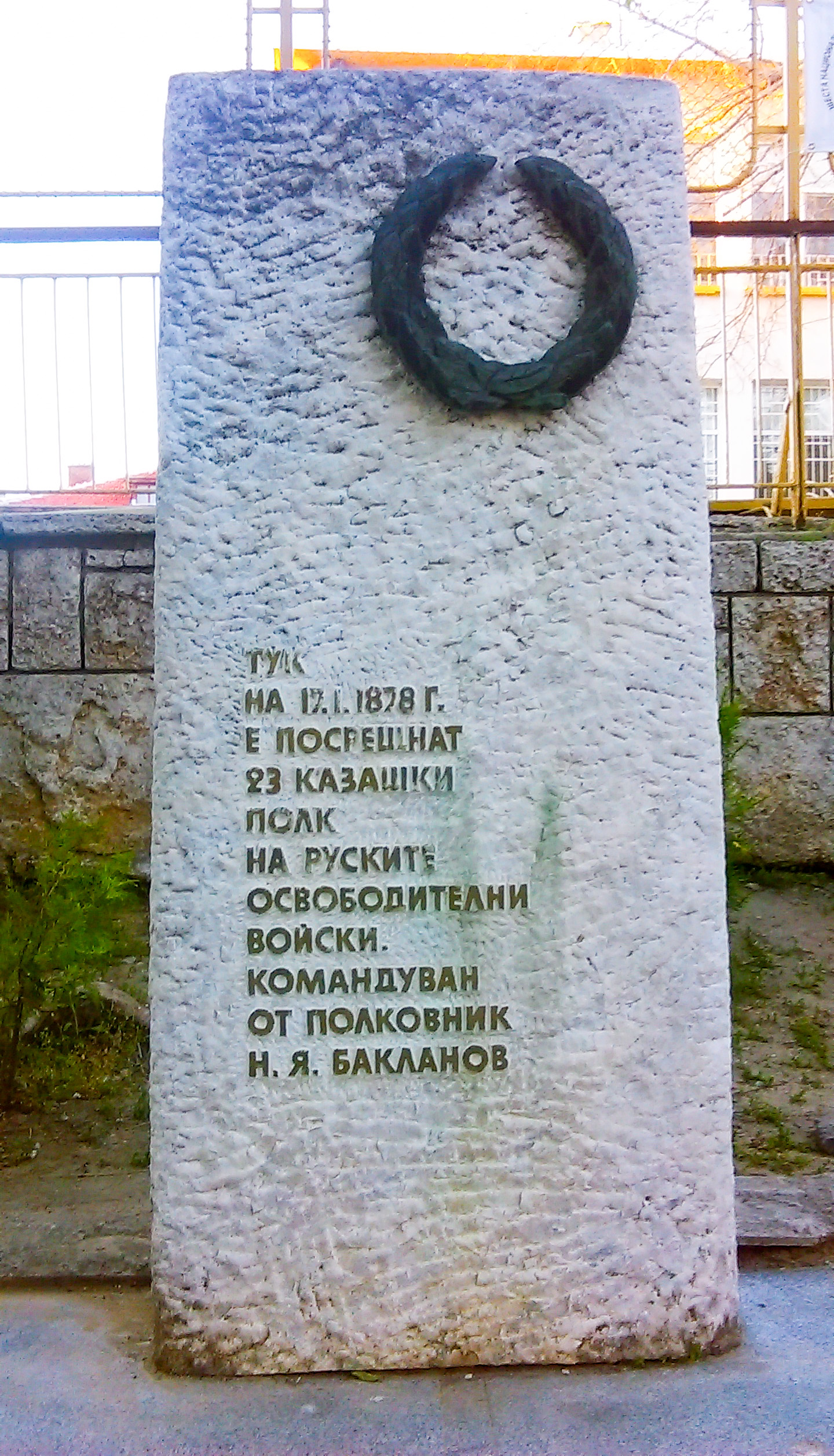
Памятник казачьему генералу Якову Бакланову.

Детская музыкальная школа имени Дмитрия Шостаковича

Волгодонск — один из крупных культурных центров в Ростовской области.
Каждые два года здесь проводится конкурс юных пианистов «Вдохновение», который с 2008 года стал международным. Ежегодно в городе проходят областной фестиваль-конкурс детских и юношеских театральных коллективов «Театральная весна», региональный конкурс бардовской песни «Донской аккорд» и другие значимые мероприятия.
В Волгодонске живут и работают известные на юге России художники Георгий Лиховид и Александр Неумывакин. Отсюда вышла и популярная в России группа «Инфинити».
Школы искусств
- МБУ ДО Детская музыкальная школа имени Д. Д. Шостаковича
- МБУ ДО Детская музыкальная школа имени С. В. Рахманинова
- МБУ ДО Детская школа искусств
- МБУ ДО Детская театральная школа
- МБУ ДО Детская художественная школа
- МБУ ДО Школа искусств детский центр духовного развития

Кинотеатры, дома культуры, клубы, парки
- кинотеатр «Синема-Парк»
- КРК «Комсомолец»
- МАУК Дворец культуры «Октябрь»
- МАУК Дворец культуры имени И. В. Курчатова
- МАУК «Волгодонский молодёжный драматический театр»
- МАУК «Парк Победы»
- Дендрологический парк в Волгодонске был основан в 1966 году. В это время проводилось обустройство парка под руководством заслуженного лесовода РСФСР Скребца Е. П. Парк создавался для проведения исследовательских работ по расширению видового состава древесно-кустарниковых пород Ростовской области. В дендрологическом парке произрастает более 240 видов и форм деревьев и кустарников. Среди них представители евросибирской, японо-китайской, североамериканской, среднеазиатской и других флор[76]. Опыт развития дендрологического парка позволяет судить о том, что на территории Ростовской области может произрастать большинство завезённых растений. Парк можно использовать как семенную базу для выращивания посадочного материала, закладки лесов и зелёных насаждений.

Музеи
- ГБУК РО «Волгодонский художественный музей»
- ГБУК РО «Волгодонский эколого-исторический музей».

Библиотеки
- Центральная городская (ул. Ленина,75);
- Центральная детская (ул. Ленина,61);
- Библиотека для юношества № 3 (Морская ул. 126а);
- Библиотека № 4 (Молодёжная,3а);
- Библиотека для детей № 5 (Молодёжная,3а);
- Библиотека № 6 (ул. Гагарина,75);
- Библиотека для детей № 8 (ул. Энтузиастов,38);
- Библиотека № 9 им. В. В. Карпенко (ул. Ленина,124);
- Библиотека № 10 (просп. Курчатова,55);
- Библиотека для детей № 11 (ул. Дружбы,10);
- Библиотека № 12 (ул. Карла Маркса,10).

Памятники

Памятник Владимиру Высоцкому в сквере Машиностроителей.

На территории городского округа город Волгодонск около 50 объектов культурного наследия (памятников, братских могил, памятных знаков, скульптурных композиций, объектов промышленной и культовой архитектуры). Объектами регионального значения признаны 17 памятников истории и культуры и три здания, как памятники архитектуры. В их число входят архитектурные ансамбли площади Ленина и шлюза № 14.
Также на территории города находятся 12 курганных захоронений в статусе памятников археологии.
Количество памятников в Волгодонске ежегодно увеличивается. Так, в 2006—2009 годах в городе воздвигнуты: памятные знаки герою чеченской войны Игорю Дудке, защитникам Отечества всех поколений, жертвам радиационных аварий; бюсты почётному гражданину города Александру Тягливому, Героям России Сергею Молодову и Михаилу Ревенко, донскому атаману Матвею Платову; а также монументы адмиралу Фёдору Ушакову, казачьему генералу Якову Бакланову, освободителям станицы Красный Яр на братской могиле и врачам во дворе городской больницы № 1. В 2011 году на въезде в Новый город была открыта стела в честь строителей Волгодонска. В городе установлен второй в России памятник Владимиру Высоцкому.

## Религия
В Волгодонске официально зарегистрированы 10 религиозных организаций и общин. Крупнейшее представительство в городе имеет Русская православная церковь. Она насчитывает восемь православных приходов. С 2011 года Волгодонск стал центром Волгодонской и Сальской епархии, охватывающей, помимо Волгодонска, 23 района востока и юго-востока Ростовской области. До 2011 года город, вместе с храмами соседних районов, входил в состав Волгодонского благочиния Ростовской и Новочеркасской епархии (включает в себя город Волгодонск, Волгодонской, Дубовский и Цимлянский районы).
Большинство православных приходов Волгодонска были заложены в начале 90-х годов. С 2006 года на территории Ростовской АЭС действует православный храм Покрова Пресвятой Богородицы. В настоящее время в городе ведётся строительство двух больших храмов — Свято-Троицкого (состоящего из трёх приделов) и Рождества Христова (нижний придел уже освящён, в главном ведутся отделочные работы, высота строения — 56 метров). Последний станет кафедральным собором епархии.
Религиозные организации Волгодонска:
Православные:
- Волгодонская епархия
- Свято-Троицкий храм Свято-Ильинского прихода
- Приход Святого Василия Блаженного
- Приход воздвижения Честнаго и Животворящего Креста Господня
- Приход Святых апостолов Петра и Павла
- Приход Донской иконы Божией Матери
- Храм Великой Княгини Елисаветы
- Кафедральный собор Рождества Христова (действуют малый храм Фёдора Ушакова и нижний придел Серафима Саровского)
- Приход Покрова Божией Матери
- Приход Святой Матроны Московской
- Приход Иоанна Предтечи

Римско-католическе:
- Приход Святого Семейства и блаженной Болеславы

Протестантские:
- Церковь Евангельских Христиан Баптистов
- Религиозная организация «Миссионерское общество Христиан Веры Евангельской (пятидесятников) „Возрождение Дона“»
- Религиозная организация Церковь Христиан Веры Евангельской (пятидесятников) «Исход»
- Религиозная организация «Возрождение» Церковь Христиан Адвентистов Седьмого Дня
- Новоапостольская церковь
- Церковь Христова
- Союз Общин Духовных Христиан Молокан
- Свидетели Иеговы

В 2016—2017 г.г., после принятия решения Верховного Суда Российской Федерации о запрете деятельности религиозной организации Свидетели Иеговы и признании её экстремистской, имущество ликвидированных приходов подлежит обращению в собственность государства.
Кришнаиты:
- Волгодонский филиал Международного общества сознания Кришны

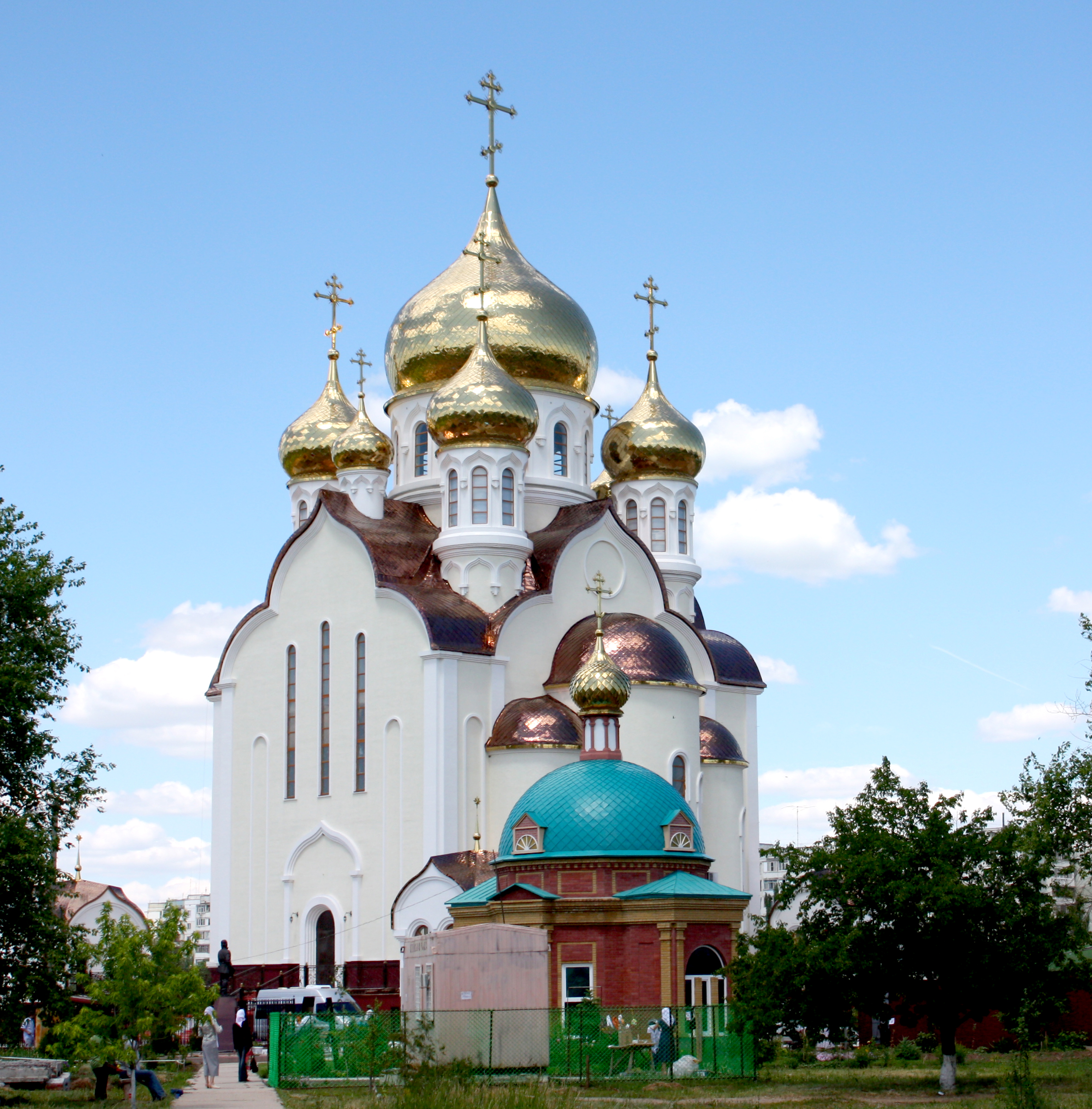
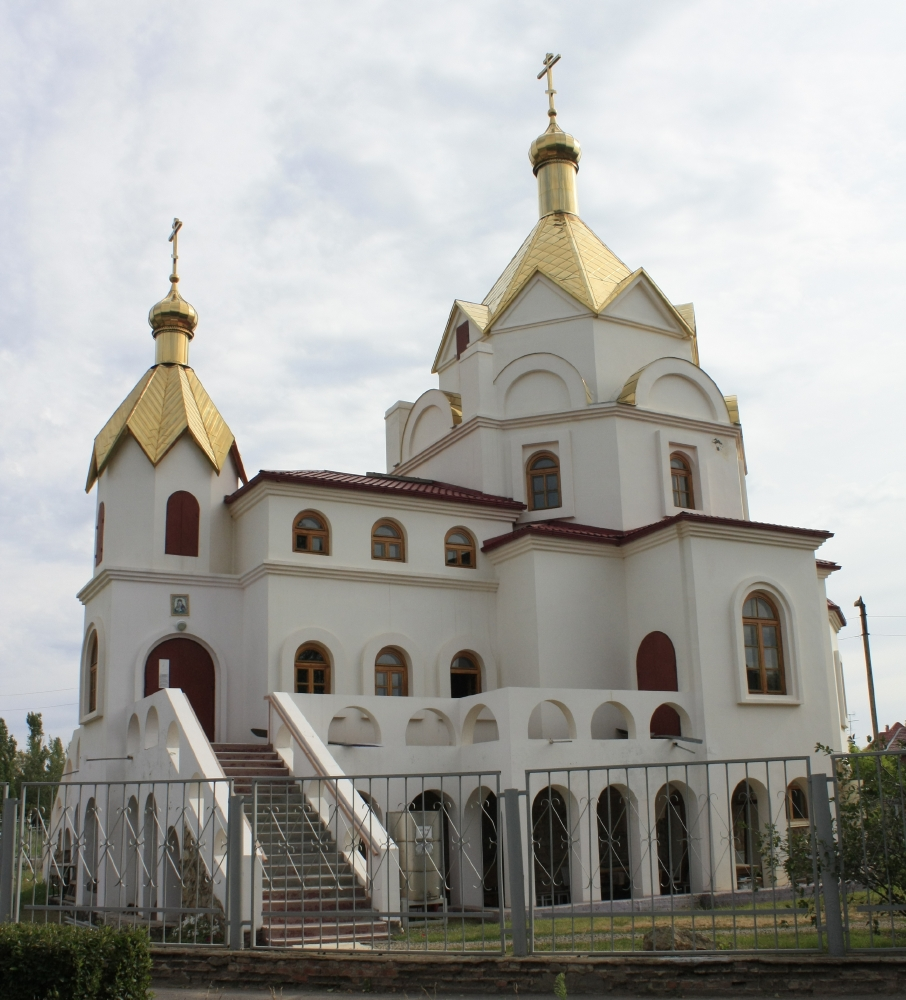
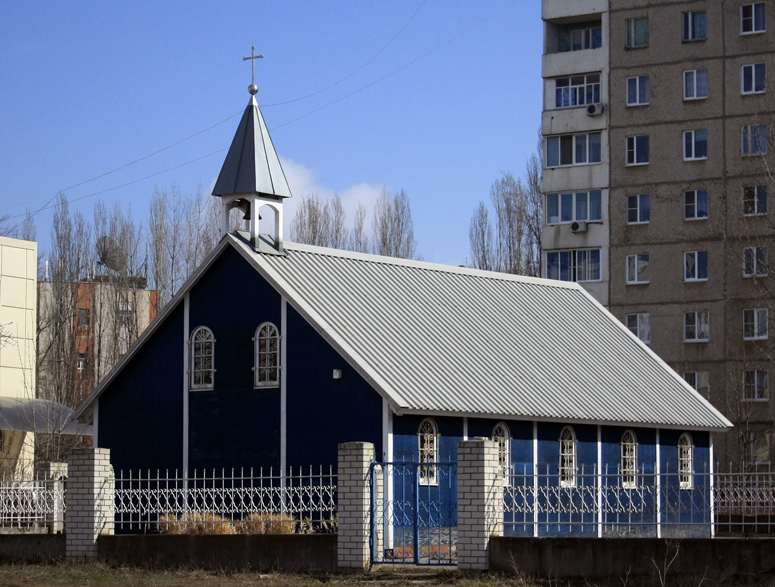
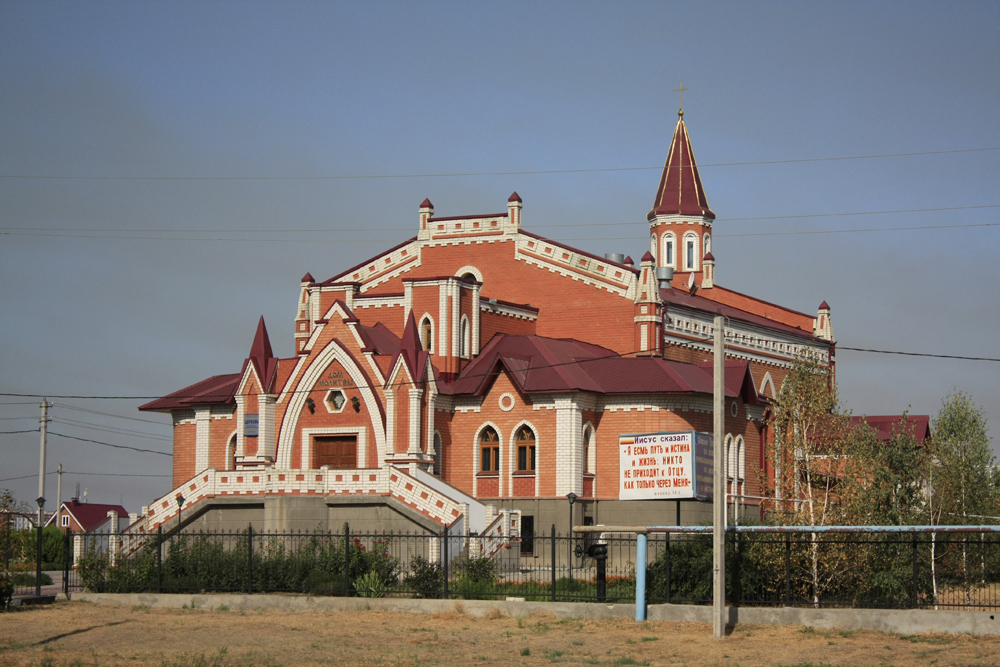
Поклонный киот на южном въезде в город

## Силы правопорядка
Органы внутренних дел (полиция)
На территории города расположено два отдела полиции № 1 и № 2, структурно входящие в Межмуниципальное управление (МУ) МВД России «Волгодонское».
На территории Волгодонска действует подразделение транспортной полиции — Волгодонский линейный отдел полиции, структурно входящий в состав Сальского линейного отдела МВД России на транспорте. Данное подразделение обеспечивает правопорядок на объектах железнодорожного (станция Волгодонская) и водного транспорта (речной порт Волгодонск).
Учебные заведения МВД России
В городе действует Волгодонский филиал федерального государственного казённого образовательного учреждения высшего образования «Ростовский юридический институт Министерства внутренних дел Российской Федерации» (бывший Центр профессиональной подготовки Главного управления МВД России по Ростовской области), берущий начало с открытого в 1979 году филиала Шахтинской школы милиции младшего и среднего начсостава.
Подразделения Росгвардии
Охрану Ростовской АЭС осуществляет 170-й батальон Росгвардии (единственная воинская часть расквартированная в городе). Часть на его основе была сформирована в 1987 году. С 2005 года батальон базируется в Новом городе в отдельном военном городке.
Подразделения МЧС России
В плане пожарной безопасности охрану города осуществляют подразделения ФГКУ «1 отряд ФПС по Ростовской области»: 12, 17, 26 пожарные части. Отряд создан на базе 26 ПЧ по адресу: г. Волгодонск, ул. Гагарина, 16.

## Спорт

На игре ХК «Дончанка»

Домашняя игра волейбольной команды «Импульс» в спорткомплексе «Олимп»

Стадион «Труд»

Волгодонск имеет славные спортивные традиции. Среди волгодонцев — немало чемпионов мира и Европы. Здесь начинали свой спортивный путь известная бегунья, олимпийская чемпионка Пекина Юлия Гущина, чемпионка мира и Европы, мировая рекордсменка в плавании брассом Юлия Ефимова и другие знаменитые спортсмены.
Ежегодно в Волгодонске проводятся крупные всероссийские и международные соревнования — шахматный фестиваль «Мирный атом», турнир по боксу памяти дважды Героя Социалистического Труда Алексея Улесова, турнир по греко-римской борьбе памяти героя Романовского подполья Ивана Смолякова, соревнования по художественной гимнастике «Краса Дона», детский турнир по хоккею на траве «Травушка» и многие другие значимые спортивные мероприятия.
В городе действуют общественные федерации по футболу, волейболу, лёгкой атлетике, плаванию, боксу, греко-римской борьбе, шахматам, силовым видам спорта, хоккею на траве, рукопашному бою, регби, флорболу и танцевальному спорту. В каждом микрорайоне Волгодонска работает специалист-спортинструктор, который организовывает массовый спорт, привлекает жителей к здоровому образу жизни. Горожане охотно участвуют в городских турнирах, чемпионатах и спартакиадах практически по всем видам спорта.
Спортивные клубы и команды
В городе существуют две команды мастеров, выступающих в чемпионатах России: женская команда по хоккею на траве «Дончанка», женская волейбольная команда «Импульс-Спорт». Команды из Волгодонска выступают в первенстве России по водному поло среди девушек до 15 и до 17 лет.
ХК «Дончанка» является семикратным чемпионом России, двукратным обладателем Кубка России, обладателем Кубка Европейских Чемпионов и Кубка Кубков Европейских стран.
В Чемпионате Ростовской области выступает футбольный клуб «Волгодонск» и баскетбольный клуб «Волгодонск».
Спортивные объекты
- Стадион «Труд» (вмещает 4500 зрителей)
- Стадион «Спартак». Имеет современное искусственное поле шестого поколения для хоккея на траве
- Спортивный комплекс «Молодёжный» (включает стадион с искусственным футбольным полем)
- Спортивный комплекс Волгодонского филиала РЮИ
- Спортивный комплекс «Олимп»
- Спортивный комплекс «Россия»
- Физкультурно-оздоровительный комплекс Ростовской АЭС
- Шахматный клуб
- Яхт-клуб
- Картодром
- Плавательный бассейн «Дельфин»
- Плавательный бассейн «Нептун»
- Водно-спортивная база специализированной детско-юношеская спортивной школы № 3

Реконструкция и строительство новых спортивных объектов в Волгодонске ведётся очень медленно. Так, запланированное на 2008 год начало работ по возведению в городе стадиона, большого спорткомплекса с ледовым катком и современного 50-метрового плавательного бассейна из-за финансового кризиса было отложено на неопределённое время.

На поле стадиона «Труд» играет футбольный клуб «Маяк»
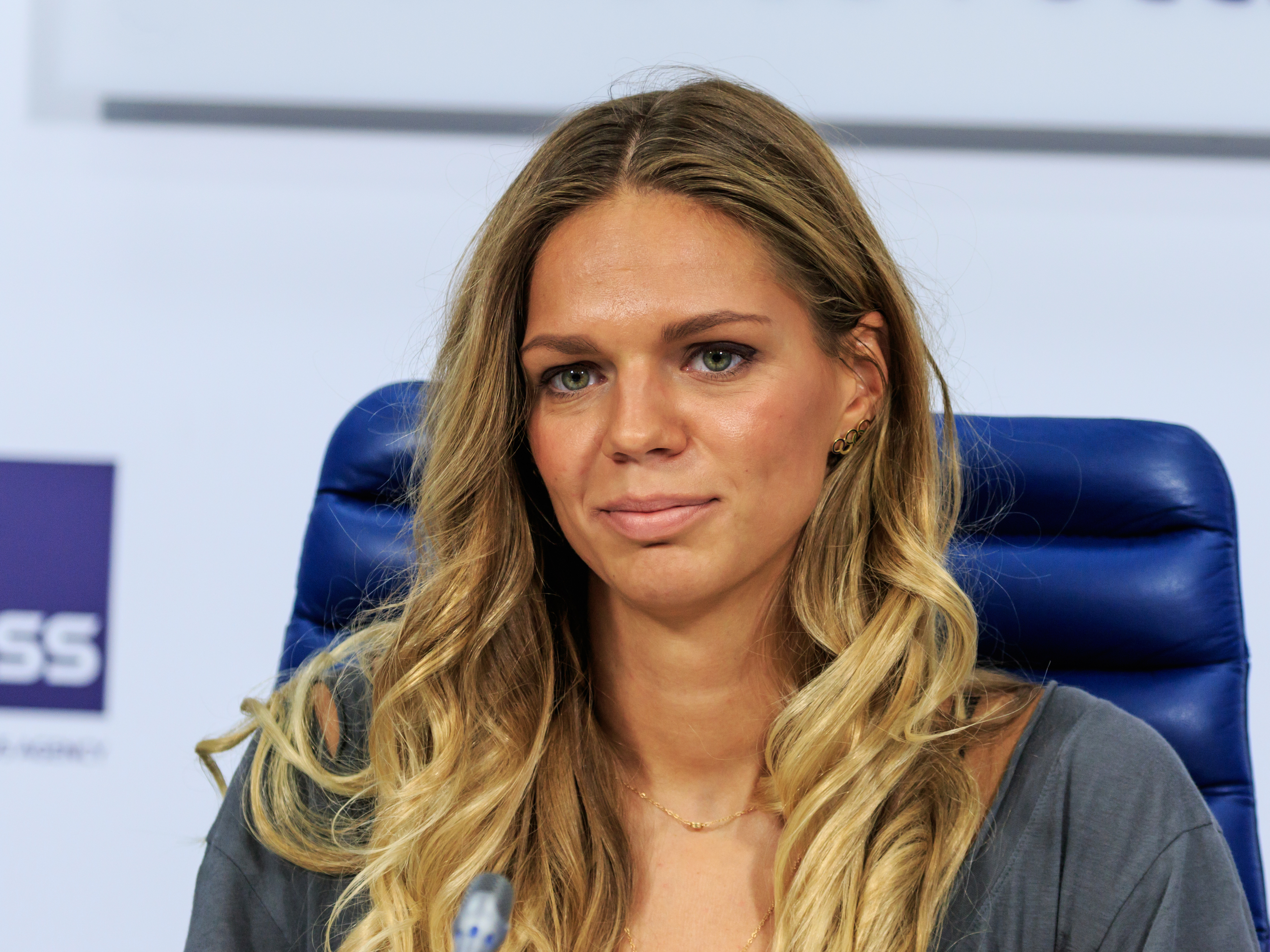
Чемпионка и рекордсменка мира по плаванию Юлия Ефимова
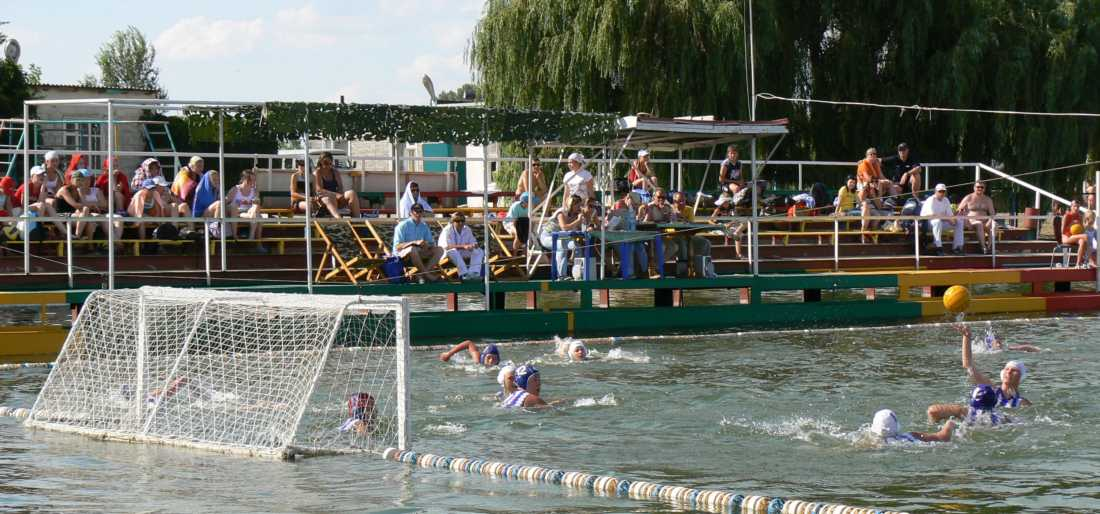
Первенство России по водному поло на водно-спортивной базе СДЮСШОР-3
Всероссийские соревнования по картингу на волгодонском картодроме
Областная парусная регата «Мемориал Никифорова» на акватории Цимлянского водохранилища
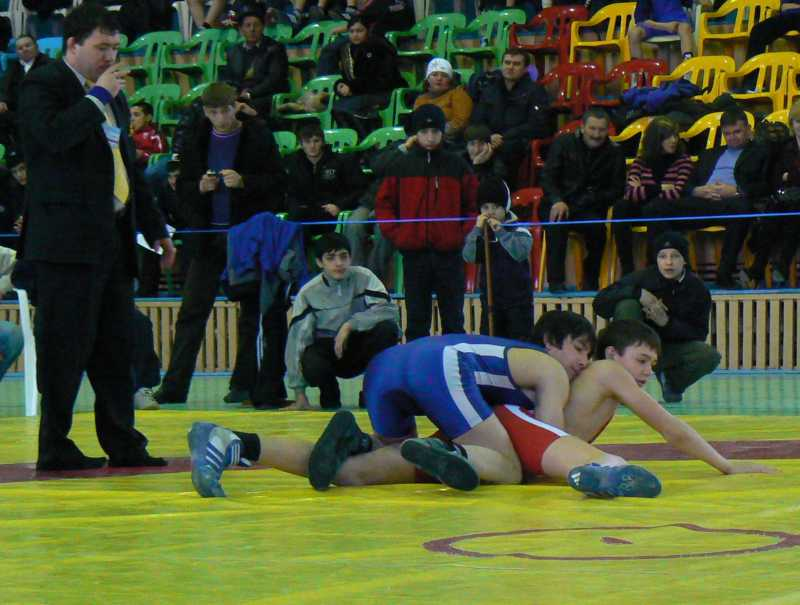
Всероссийский турнир по греко-римской борьбе памяти И. Смолякова
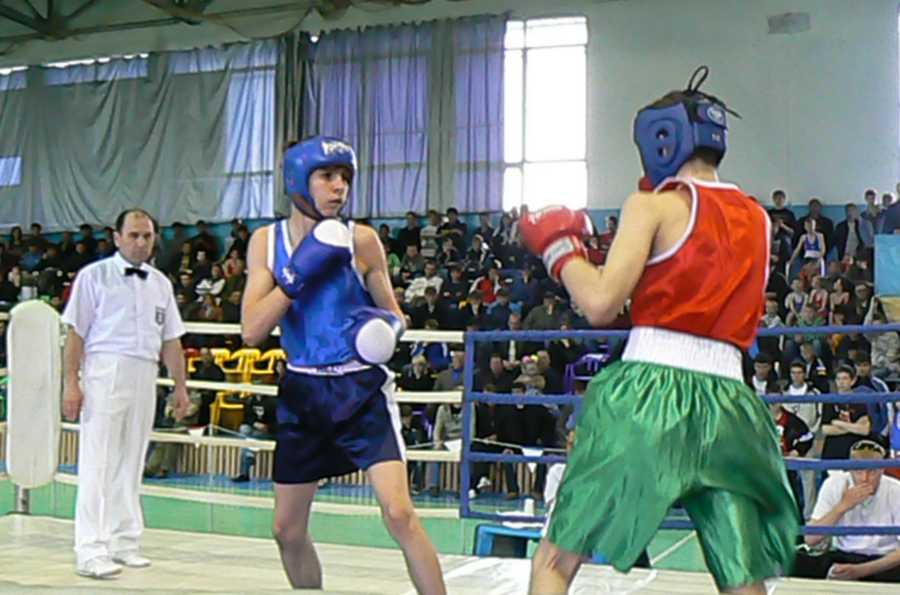
Всероссийский турнир по боксу памяти А. А. Улесова
Городской турнир по пейнтболу
Турнир по художественной гимнастике «Краса Дона»
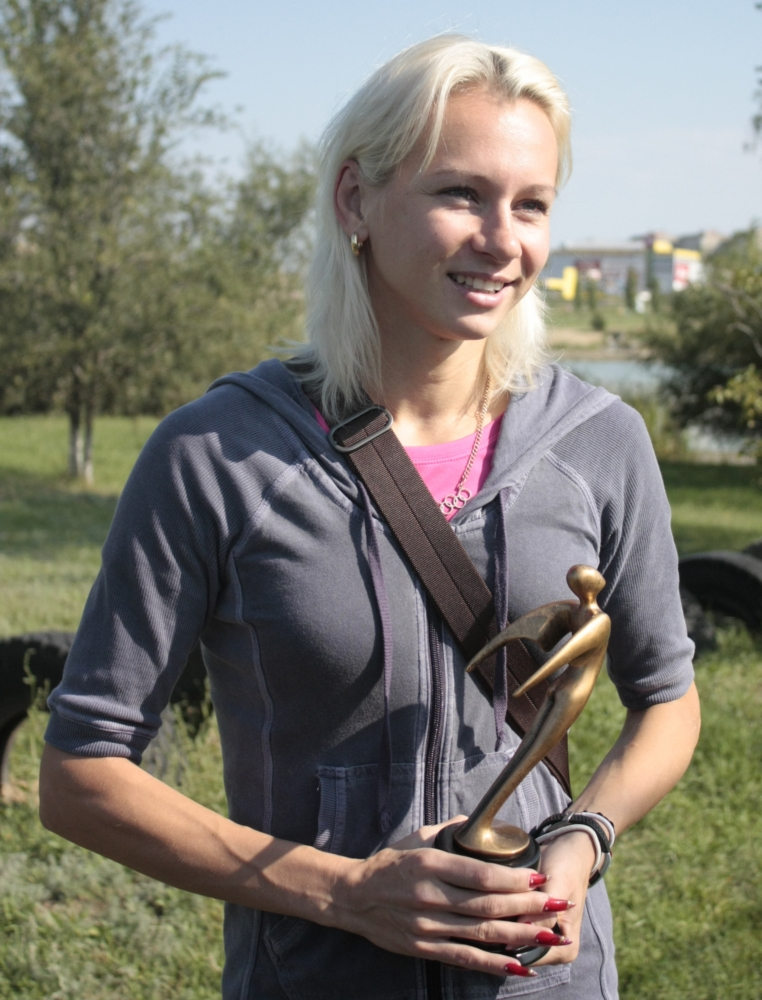
Олимпийская чемпионка Пекина-2008 Юлия Гущина
Всероссийские соревнования по спортивному туризму на скалодроме спорткомплекса «Россия»
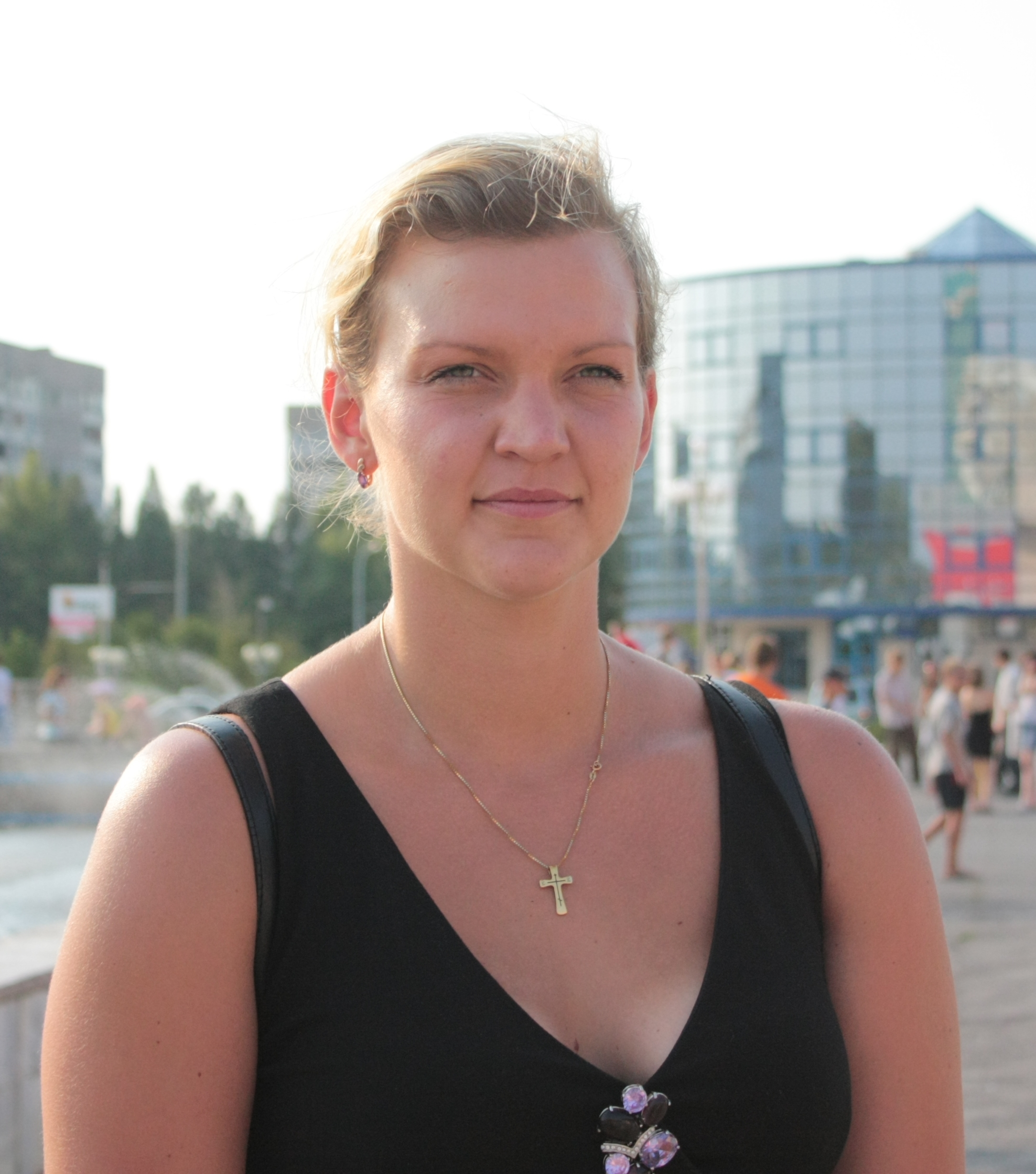
Чемпионка Европы Ольга Турова

## Средства массовой информации
Телевидение
Телекомпании города:

Волгодонский ретранслятор

- ТРК «ВВ» (Телерадиокомпания «Волгодонский вестник»). Старейшая на Юге России. Её история началась 6 ноября 1989 года. Эфирное вещание — 23 ДМВ. До 1999 года сетевым партнёром был телеканал СТС. До 2021 года — ТНТ. Аудитория — более 200 тысяч жителей Ростовской области (Волгодонск и его окрестности). Кроме эфирного вещания, телерадиокомпания развивает кабельные сети (60 аналоговых и 100 цифровых каналов). ТРК «Волгодонский вестник» — неоднократный победитель областных и всероссийских конкурсов. С 1 сентября 2021 года телерадиокомпания «Волгодонский вестник» перешла на собственное вещание. 27 апреля 2022 года на заседании Федеральной конкурсной комиссии по телерадиовещанию телеканалу присвоен статус обязательного общедоступного муниципального канала. Вещание распространяется на 22 кнопке во всех кабельных сетях Волгодонска.
- Телекомпания «ВТВ» (Волгодонское ТелеВидение) — российская телекомпания, начавшая вещание 20 февраля 1991 года из Волгодонска, с охватом территории радиусом 100 км. Трансляция ведётся на девять территорий Ростовской области, в том числе: Волгодонской, Цимлянский, Зимовниковский, Морозовский, Мартыновский, Орловский, Дубовский районы. Зрительская аудитория превышает 400 тысяч человек. Сетевые партнёры — ТВЦ, СТС.

Радио
Радиокомпании:
- Холдинг «Радиопульс», входит в состав телекомпании ВТВ (Европа Плюс, Авторадио, Русское радио, Радио Шансон, Юмор FM, Радио МИР, Ретро FM);
- ООО «Альянс-Медиа» (Love Radio, Радио 7 на семи холмах);
- «Радио Диво-плюс» (Радио Дача);
- ООО «Южная Медиагруппа» (Вести FM);
- «Радио 103.8» (Дорожное радио);
- «Дон ТР» (Радио России).

Радиоканалы:
| УКВ, МГц: - 70.13 — тишина (ранее было Радио России / ГТРК Дон-ТР (4 кВт) - 71.84 — тишина (ранее был Радио Маяк (4 кВт) - 73.13 — тишина (ранее был Европа Плюс и Хит FM) (100 Вт) - 73.61 — тишина (ранее был Канал Воскресение) (100 Вт) |

FM, МГц:
- 88,4 — Радио Маяк
- 91,4 — Вести FM
- 99,0 — Радио России / ГТРК Дон-ТР
- 99,9 — Ретро FM
- 100,3 — Европа Плюс
- 100,8 — Авторадио
- 101,2 — DFM
- 101,7 — Русское радио
- 102,2 — Радио Шансон
- 102,7 — Радио Рекорд
- 103,2 — Юмор FM
- 103,8 — Дорожное Радио
- 104,3 — Love Radio
- 104,8 — Радио МИР
- 105,3 — Маруся FM
- 105,8 — Вести FM / FM-на Дону
- 106,3 — FM-на Дону
- 106,7 — Радио Дача
- 107,1 — Радио 7 на семи холмах

Периодические издания
- «007», газета бесплатных объявлений
- «Автолайн», газета
- «Блокнот Волгодонска», еженедельная информационно-рекламная газета
- «Ваш шанс», газета бесплатных объявлений
- «Вечерний Волгодонск», газета
- «Волго-Дон», литературно-общественный журнал Региональной общественной организации литераторов «Волго-Дон»
- «Волгодонск гостеприимный», полноцветный рекламно-информационный журнал
- «Волгодонская правда», газета «Волгодонск официальный», бюллетень администрации Волгодонска
- «Местное время. Волгодонск», газета
- «Мир вам», православная газета благочиния Волгодонского округа
- «Работа Волгодонск», газета бесплатных объявлений
- «Репортёр Дона», газета
- «Энергия атома», газета Ростовской АЭС

Интернет-СМИ
- Официальный сайт администрации Волгодонска
- Мобильное приложение «Мой Волгодонск»
- Городской интернет-портал Волгодонск. РФ
- Городской новостной портал Блокнот-Волгодонска
- Новости Волгодонска
- Новостной портал Волгодонск. ПРО
- Онлайн справочник Волгодонска — ВолгодонскГород.рф
- Дондей Волгодонск — зарегистрированная электронная газета -Donday-volgodonsk.ru

## Города-побратимыи города-партнёры
- Долни-Дыбник, Болгария[83]
- Сучжоу (Аньхой), Китай[84]
- Абовян, Армения
- Москва, Россия
- Санкт-Петербург, Россия
- Астрахань, Россия
- Углич, Россия
- Орша, Беларусь

## Фотогалерея города

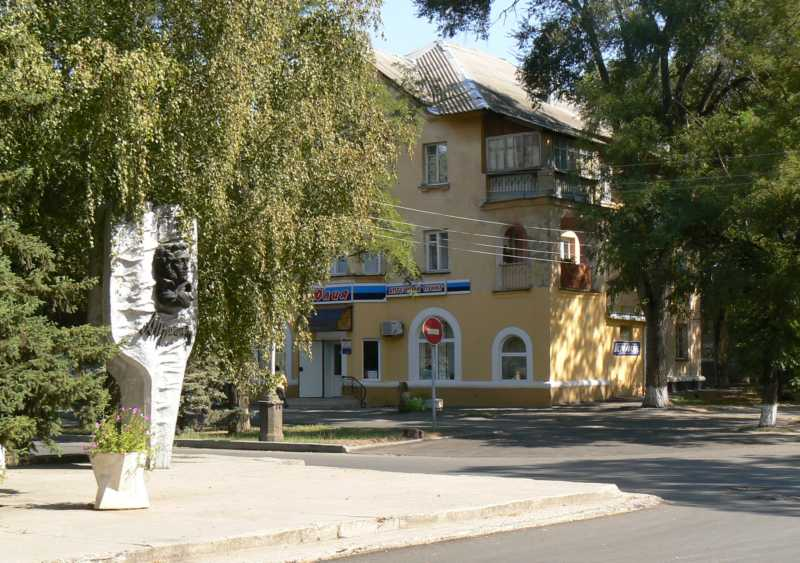
Памятник А.С. Пушкину
Памятник Ю.А. Гагарину
Строится новый жилой микрорайон В-17
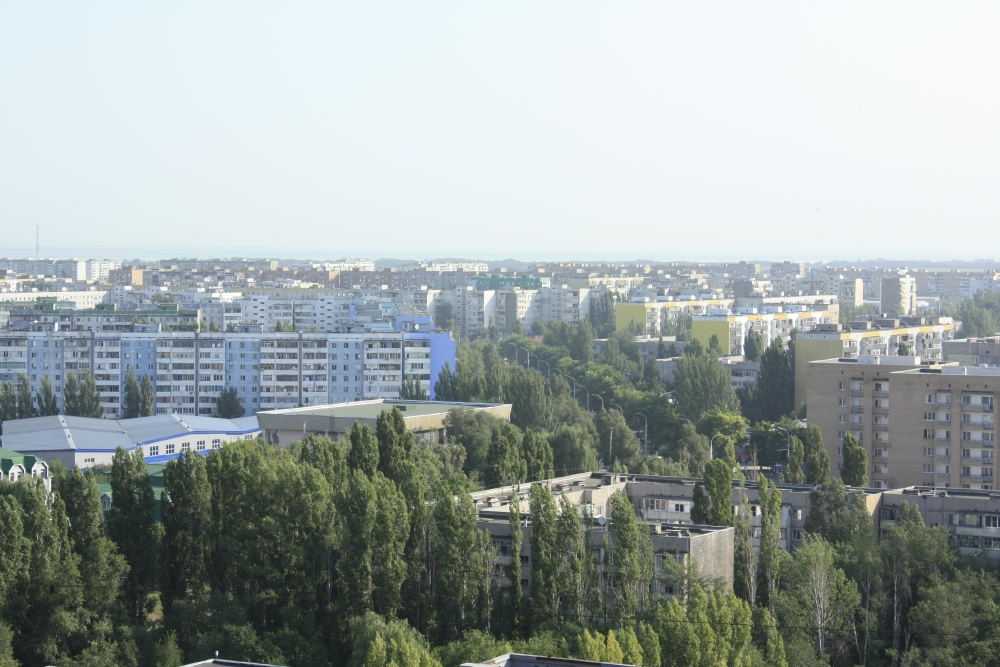
Жилые кварталы новой части города
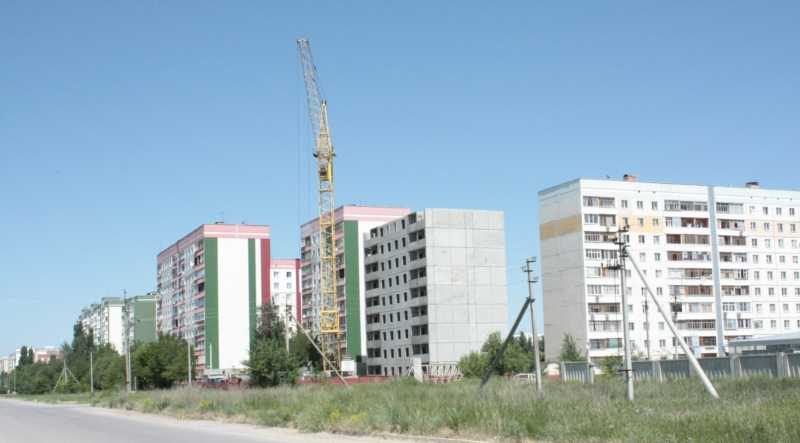
Новые дома и микрорайоны
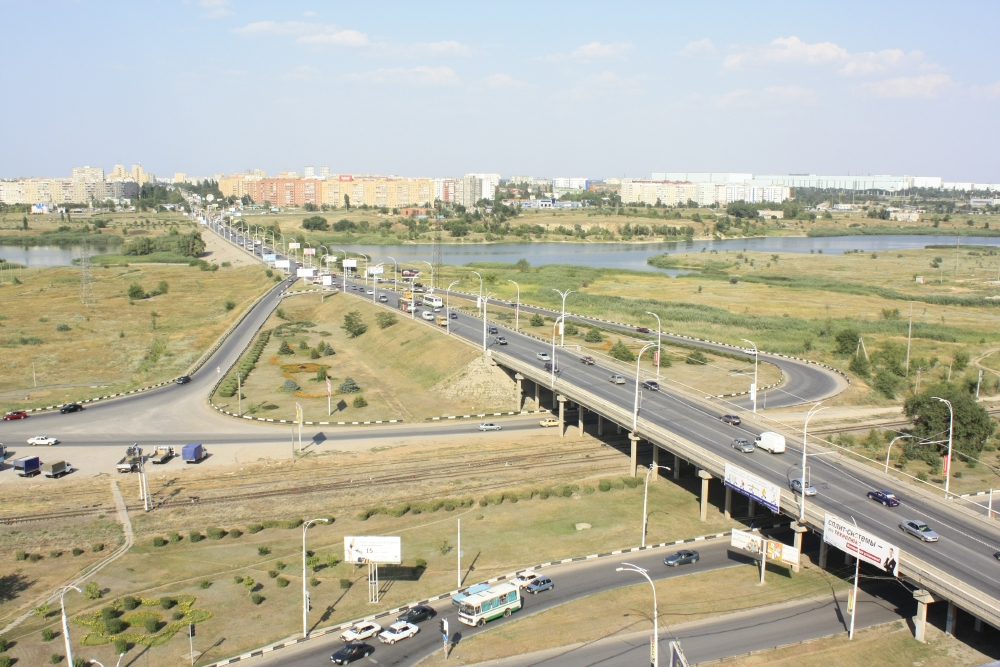
Путепровод, соединяющий новую и старую части города
Дорога, соединяющая новую и старую части Волгодонска
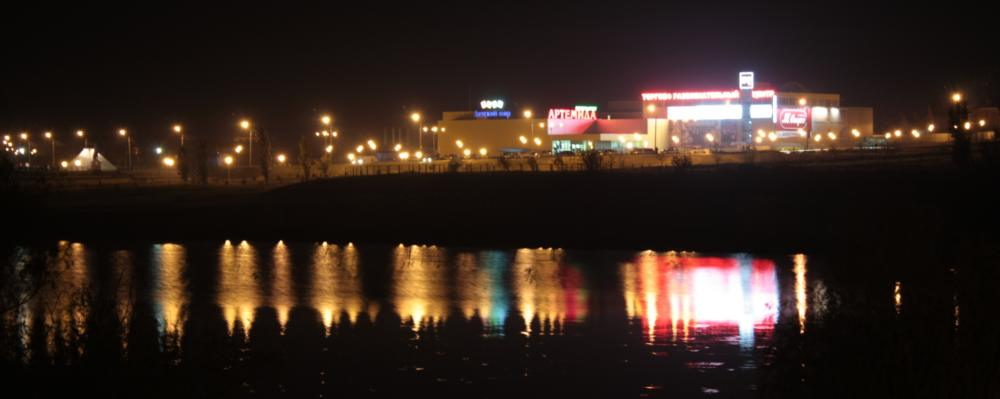
Вечерняя набережная

### Комментарии
1. ↑  Границы города определены областным законом № 186-ЗС от 9.11.2004 года «Об установлении границы и наделением статусом городского округа муниципального образования „Город Волгодонск“» Архивная копия от 22 февраля 2014 на Wayback Machine. Ранее станицы Красноярская и Солёновская образовывали отдельное Красноярское сельское поселение (в 1979 году выделенное из состава Добровольского сельсовета), находившееся в подчинении администрации Волгодонска. В 2004 году отдельный статус станиц был ликвидирован и он вошли в состав города как обычные микрорайоны. При этом посёлок Сибирьковый, также подчинявшийся администрации Волгодонска, вместе с землями бывшего совхоза «Заря» был передан Волгодонскому району. Взамен город получил компенсацию землями сельскохозяйственного назначения в районе дачного массива «Мирный атом»
2. ↑  После города Волжского в границах Южного федерального округа
3. ↑  По легенде, название «Волгодонск» придумали именно связисты по требованию коллег из области, так как экпосёлок тогда ещё не имел имени.
4. ↑  См. День призывника в Волгодонске (недоступная ссылка — история). В 1992—1998 годах в городе на территории бывшего вахтового посёлка строителей Ростовской АЭС Подгоры дислоцировался 56-й гвардейский десантно-штурмовой полк, в 1998 году переведённый в город Камышин. В период 1970 года — начала 2000-х годов к востоку от Волгодонска базировался гвардейский зенитно-ракетный полк, созданный для воздушного прикрытия Цимлянской ГЭС, Атоммаша и Ростовской АЭС и вооружённый двумя дивизионами С-200